# 日産・デイズ
デイズ（DAYZ）は、日産自動車が販売する軽トールワゴンのブランド、および車名である。
三菱自動車工業が製造・販売するeKワゴン（3代目以降）との共同開発車として、日産と三菱自工の合弁会社NMKVが開発し、三菱自動車工業が製造する。初代は設計から製造・生産まで一貫して三菱自動車工業が行っていた。2代目は日産自動車が設計し、三菱に製造を委託する形で生産している。

## 概要
NMKVが日産と三菱両社向けに、デザインや購買等多方面で両社の強みを生かして商品企画と開発を行い、優れる商品競争力を有する。商品企画の初期段階から協業を進め、両社の特徴を生かす異種デザインを織り込みそれぞれのブランドを体現する革新的なデザインである。
エクステリアデザインのベースは三菱とデザインコンペで争った結果、三菱案が採用されている。
ティザーサイトにあった「日産が本当につくりたかった軽自動車」という文言や「日産のすべてを、軽に。」というキャッチコピーの通り、日産が軽自動車の商品企画・開発・デザインの段階から初めて携わった軽自動車で、従来の軽自動車にとらわれない日産らしく躍動感溢れるデザイン、上質な室内空間、優れた低燃費性能を有する。ルークス同様スポーティグレード「ハイウェイスター」の設定に続き、「デイズ」の名称を同社が販売する軽自動車のシリーズとして展開することとなり、第2弾となるスーパーハイトワゴンタイプの「デイズ ルークス（DAYZ ROOX）」が2014年2月13日に販売を開始した。
製造・生産は岡山県倉敷市の三菱自動車水島製作所で行われており、カタログ上の製造事業者も「三菱自動車工業株式会社」である。

## 初代 B21W（AA0）型（2013年 - 2019年）

### メカニズム
エンジンには3代目eK同様、新開発となる3気筒3B20型エンジンを搭載しており、「ハイウェイスターGターボ」には同仕様のターボエンジンが搭載される。トランスミッションは全車副変速機構付エクストロニックCVT（eKのINVECS-III CVTに相当）を採用している。
また、「J」・「ハイウェイスターJ」を除くNA・2WD車には停止前車速13km/h以下から作動するアイドリングストップシステム（eKではコーストストップ機能付オートストップ&ゴー（AS&G）に相当）を搭載。NA・4WD車も停車時のみの作動ながらアイドリングストップシステム（eKではAS&Gに相当）が搭載されている。
全車で「平成17年基準排出ガス75%低減レベル（☆☆☆☆）」認定を取得するとともに、NA車はアイドリングストップの有無や駆動方式を問わず「平成27年度燃費基準+20%」を達成しており、ターボ車も2WD車は「平成27年度燃費基準+10%」、4WD車は「平成27年度燃費基準」をそれぞれ達成する。
また、アイドリングストップシステム搭載車は日産が展開するエンジン進化型エコカー「PURE DRIVE（ピュアドライブ）」の車種であるため、リア右下に「PURE DRIVE」エンブレムが装着される。

### 3代目eKとの相違点

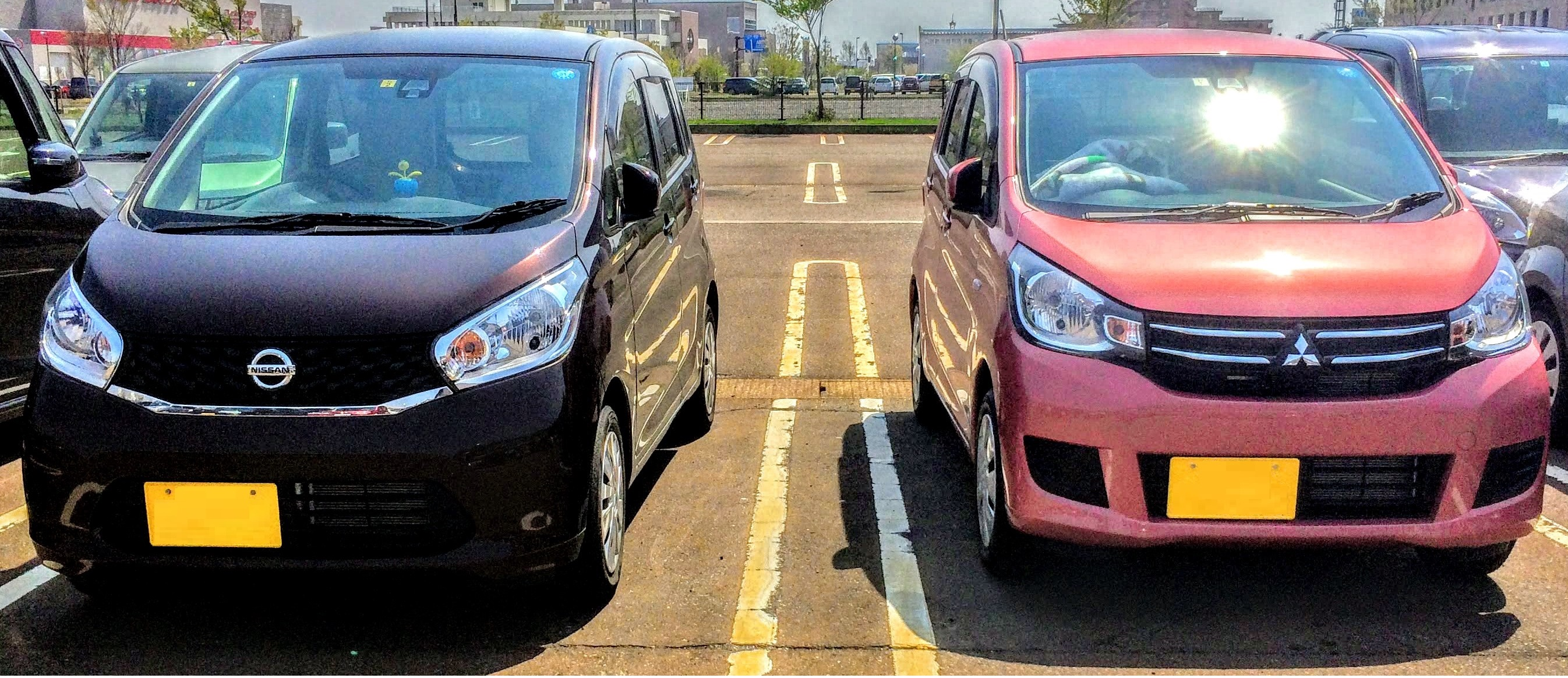
（左）デイズ2014年（平成26年）7月改良型・（右）eKワゴン2017年（平成29年）1月改良型

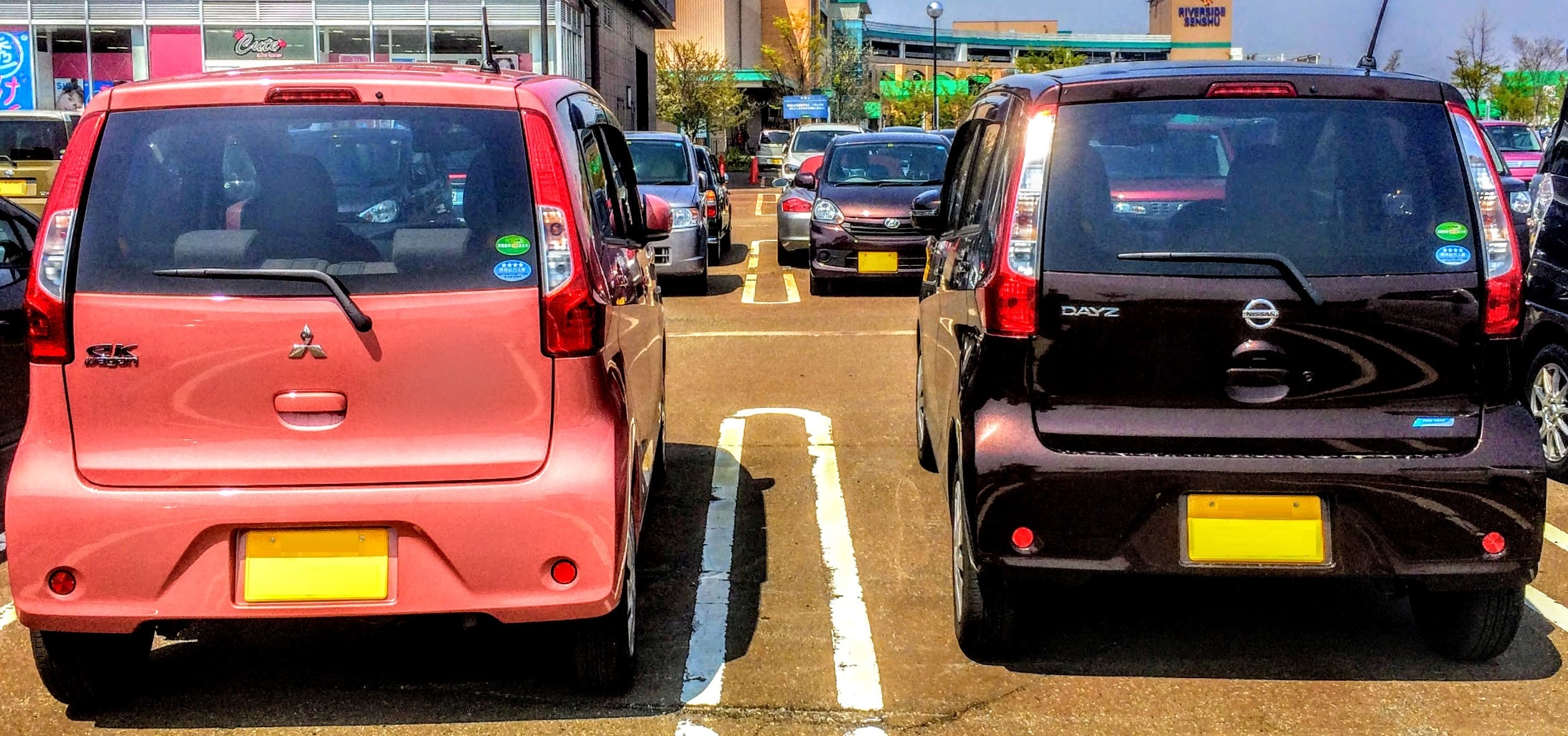
リア

構成としては3代目eKと同様で、eKワゴンに相当する標準タイプは「デイズ（DAYZ）」、eKカスタムに相当するスポーティタイプは「デイズ ハイウェイスター（DAYZ Highway STAR）」となる。しかしながら、オッティと2代目eKの場合と異なり、グレード体系・外観・装備内容が大きく異なる。
グレード体系は「デイズ」は「J」・「S」・「X」の3グレード、「デイズ ハイウェイスター」は「ハイウェイスターJ」・「ハイウェイスターX」・「ハイウェイスターG」・「ハイウェイスターGターボ（eKカスタム「T」相当）」の4グレードの計7グレードを設定する。「ハイウェイスターJ」(2015年10月のマイナーチェンジで廃止)はeKカスタムに該当するグレードがないアイドリングストップシステム非装備の廉価グレードである。さらに、オーテックジャパン扱いのカスタムカー「ライダー」、ボレロ（2015年10月のマイナーチェンジ以降）も設定される。「ライダー」はデイズハイウェイスターがベースとし、「ハイウェイスターG」を除く全グレードに、また「ボレロ」は「X」と「J」グレードが設定される。
外観ではフロントデザインが異なっており、デイズはフロントグリルがグリル下端にメッキモールを配したメッシュタイプに変更。デイズハイウェイスターはメッキグリルのバー本数が3本になるほか、フォグランプ廻りも含めたフロントバンパーデザインも異なり、デイズの場合はヘッドライトの形状もeKワゴンとは異なる。また、フルホイールキャップ（デイズに装備）やアルミホイール（デイズハイウェイスターに装備）のデザインも変更されている。Aピラー以降についてはテールレンズも含め、eKと共通である。後期型はハイウェイスターは前期型同様に3本のメッキグリルバーのデザインが引き継がれているが、デイズは2本線デザインのクロームグリルに変更となった。
また、装備内容に関しても以下のような細かな違いがある。
- 「X」とハイウェイスター全グレードには電動格納式リモコンカラードドアミラーにサイドターンランプが付く。
  - eKではサイドターンランプ付電動格納式リモコンカラードドアミラーはワゴン・カスタムそれぞれの「G（Safety Packageを含む）」・「T Safety Package」のみの装備。
- デイズの内装はアイボリー内装のみ、デイズハイウェイスターは2015年（平成27年）10月のマイナーチェンジに伴い、これまでのエボニー内装に加え、メーカーオプションとして、ドアトリムクロスとシート地をアイボリーのスエード調クロス（シート地は「ネオソフィール」とのコンビシート）に変更した「プレミアムコンビネーションインテリア」を新設定した。本オプションを設定した場合、本革巻ステアリングにピアノ調加飾が追加される。
  - eKワゴンでは、2014年（平成26年）6月の一部改良でeKカスタムに近い仕様のブラック内装がオプションで選択可能となるが、eKカスタムではブラック内装のみの設定である。
- タコメーターはデイズハイウェイスター及びライダーのみ標準装備で、デイズではオプションでも設定なし。
  - eKでは、カスタム全グレード並びにワゴンの「G（Safety Packageを含む）」・「T Safety Package」に標準装備、ワゴンの「M（e-Assistを含む）」は他の装備とのセットオプション設定。
- マニュアルエアコン、スーパーUVカットグリーンガラス（フロント）/UVカット断熱グリーンガラス（フロントドアガラス）は「J」に加え、「S」にも標準装備。また、「S」は「J」同様にチルトステアリング非装備。
- ステアリングスイッチは全車標準装備[注釈 3]、デイズ全グレードと「ハイウェイスターX」は4スピーカー（フロント+リア）が標準装備されており、フロント2スピーカーと「日産オリジナルナビ取付パッケージ」レスはセットでメーカーオプション設定。
  - eKでは、ステアリングスイッチはワゴン・カスタムそれぞれの「G Safety Package」・「T Safety Package」のみの装備で、ワゴン「E」・「M(e-Assistを含む)」とカスタム「M」はオプションでも設定なし。また、4スピーカー（フロント+リア）はワゴンの「G Safety Package」・「T Safety Package」のみ標準装備で、ワゴンの「E e-Assist」と「M e-Assist」は2スピーカー（フロントのみ）となる。
- アルミホイールはハイウェイスターのみ標準装備。また、「ハイウェイスターGターボ」だけでなく、「ハイウェイスターG」も15インチアルミホイールを装備する（eKでは、ワゴン「G Safety Package」・「T Safety Package」にもアルミホイールが標準装備される。15インチアルミホイールはカスタム「T Safety Package」のみ装備）。
- ハイビームアシスト、オートライトシステムはハイウェイスターのみ標準装備、アラウンドビューモニターは「X」とハイウェイスターに標準装備。
  - eKではオートマチックハイビーム、オートライトコントロール、マルチアラウンドモニター（バードアイビュー機能付）にそれぞれ置き換わる。これら3点はワゴン・カスタムそれぞれの「G Safety Package」・「T Safety Package」に標準装備。
- LDW（車線逸脱警報）はハイウェイスターのみ標準装備。
  - eKではカスタム全車に加え、ワゴンの「G Safety Package」・「T Safety Package」にも標準装備される。
- 寒冷地仕様は4WD車のみ標準装備で、2WD車はメーカーオプション設定。
  - eKはワゴン・カスタムともに全グレード標準装備。

ボディカラーは、デイズとeKワゴンで白系の設定色が異なり、デイズは「J」と「S」が「ホワイト」のみ、「X」は「ホワイトパール3コートパール（特別塗装色）」のみの設定であった（eKワゴンは全グレードで「ホワイトソリッド」と「ホワイトパール（有料色）」が設定されている）ため、販売開始当初はeKワゴンより1色少ない7色展開だった（デイズハイウェイスターとeKカスタムは同じ4色展開）。また、カラーバリエーションは販売開始当初、「ホワイト」、「ホワイトパール」、「クールシルバーメタリック」を除いてカラー名称が置き換わる（例：パープリッシュネイビーパール → プレミアムパープルパール）ものの、バリエーションはeKと共通となっていた。
2014年（平成26年）の一部改良でeKと異なるカラーバリエーションとなり、デイズではeKワゴン/eKカスタム共通カラーの「レッドメタリック」とeKワゴン専用色の「チェリーブラウンパール（有料色）」は設定されず、替わりに、「アゼリアピンクメタリック」と「ピンクゴールドメタリック」が設定され、「モカブラウンパール（特別塗装色）」はハイウェイスターだけでなく、標準タイプのデイズにも設定される（eKでは「ショコラブラウンパール(有料色)」に相当するが、カスタム専用色）。これにより、デイズはeKワゴンと同じ9色展開となり、デイズハイウェイスターはeKカスタムよりも1色多い7色展開となった。また、デイズハイウェイスターのフォグランプ周囲にメッキ加飾は追加しなかった。
2015年（平成27年）10月のマイナーチェンジにより、デイズでは未設定だった赤系が「スパークリングレッドメタリック」として追加したほか、入れ替えや追加を行ったことで、デイズはeKワゴンより2色多い11色展開に、デイズハイウェイスターはeKカスタムよりも4色多い10色展開となった。ハイウェイスター専用色の「スカーレットメタリック」はeKでは「ポピーレッドメタリック」としてeKワゴン専用色として設定されているほか、同じくハイウェイスター専用色の「オーシャンブルーパール」はeKではマイナーチェンジ時点では設定されなかった（その後、2017年1月の一部改良により、eKカスタム専用色として「オーシャンブルーパール」と同一色の「ライトニングブルーマイカ」が設定される）。
2017年（平成29年）1月の一部改良によりデイズ・eKワゴン/eKカスタム双方でボディカラーの入れ替えが行われ、先にデイズルークスに設定された「プレミアムサンシャインオレンジ4コートメタリック（特別塗装色）」がデイズにも標準タイプ・ハイウェイスター共通カラーとして設定された。このカラーは高品質な発色を実現するため、通常の2層塗装（ベース+クリア）に、半透明ベースとクリアを更に重ねた4層塗装となっており、eKスペースを含むeKシリーズ全車種には設定されないデイズシリーズオリジナルカラーとなる。また、eKでカスタム専用色として設定されていた「ショコラブラウンパール（オプションカラー）」が廃止となったことで、「ショコラブラウンパール」と同一色の「モカブラウンパール（オプションカラー）」もデイズ/デイズハイウェイスターでのみ設定可能なオリジナルカラーとなった。
2018年（平成30年）5月の一部改良でもデイズ・eKワゴン/eKカスタム双方でボディカラーの入れ替えが行われ、デイズ/デイズハイウェイスターでのみ設定可能なオリジナルカラーとして、「アッシュブラウンメタリック（特別塗装色）」と「プレミアムオリーブメタリック（特別塗装色）」の2色が追加された（eKではこれら2色が設定されない代わりに、ワゴン専用色として「オークブラウンメタリック」が設定されている）。

### 年表

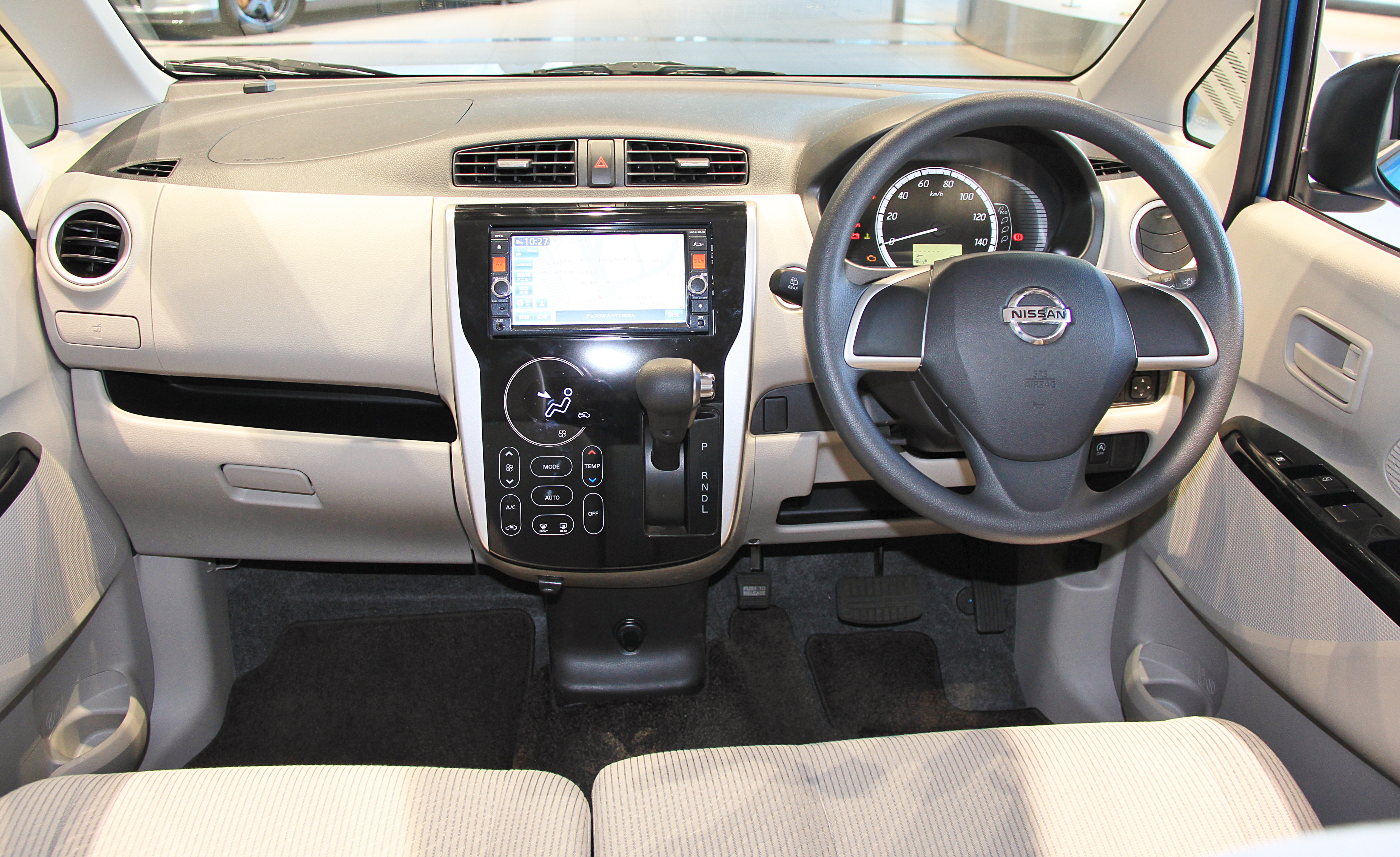
X（2013年6月発売型） インテリア
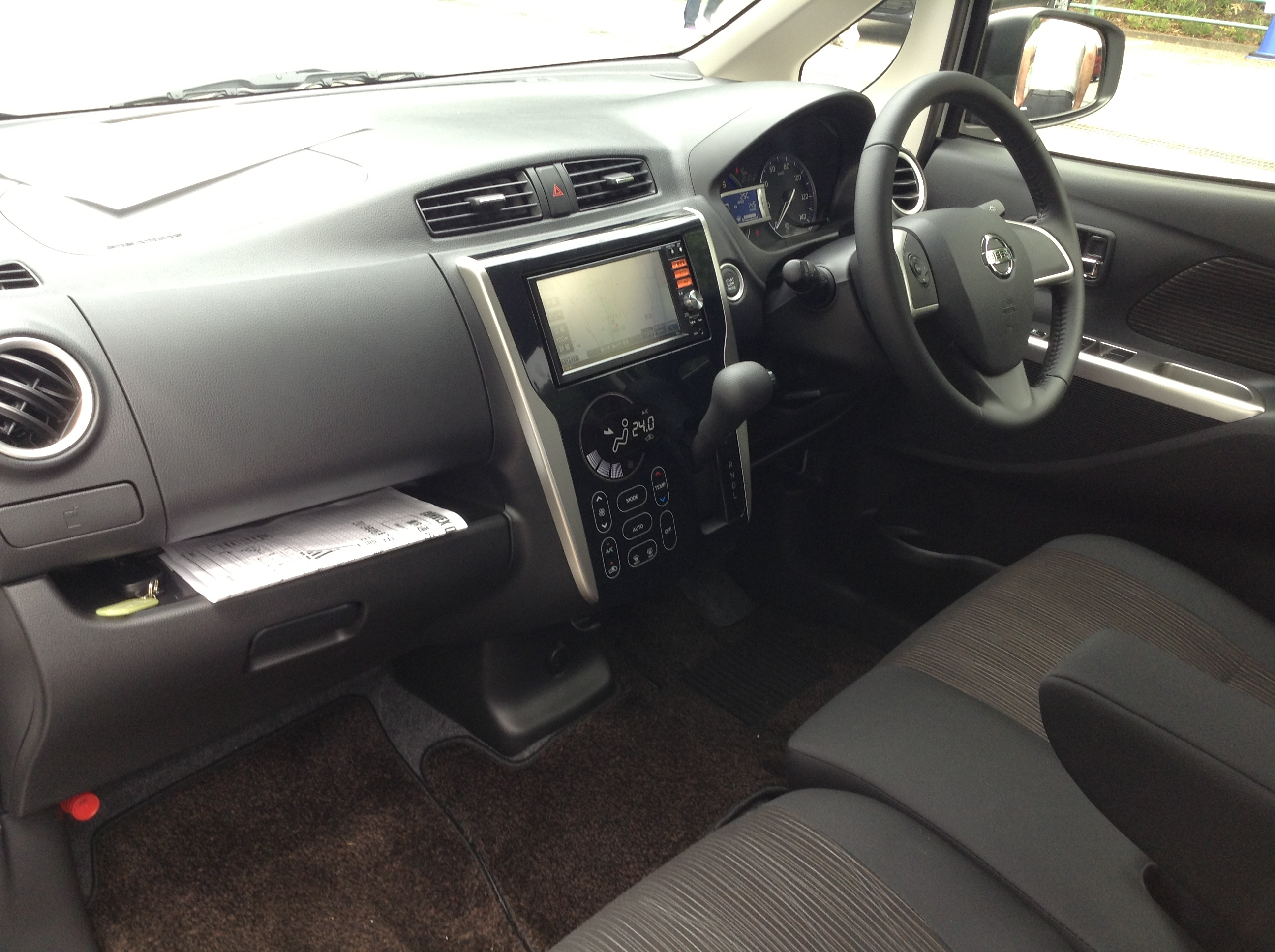
ハイウェイスターG（2013年6月発売型） インテリア
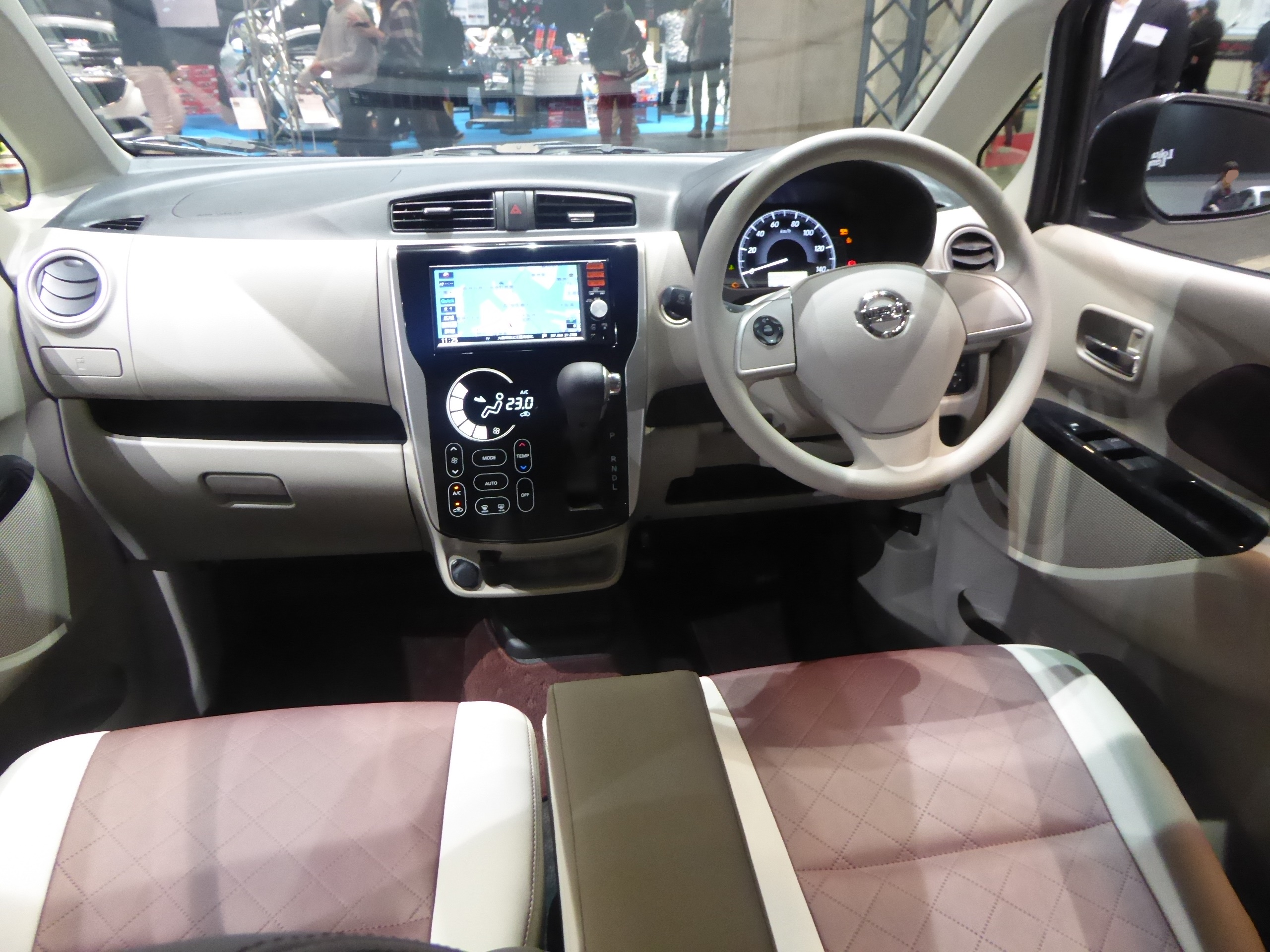
ボレロ インテリア

2013年3月8日
車名およびエクステリアデザインが発表される。同日、日産自動車ウェブサイトにティザーサイトが開設される。
2013年3月25日
2014年初頭発売予定のスーパーハイトワゴン車種名「デイズルークス」発表と同時にデイズのインテリアデザインが公開され、オーテックジャパン扱いのカスタムカー「ライダー」のエクステリアデザインも公開される。
2013年4月18日
オーテックジャパン扱いの福祉車両「ライフケアビークル」シリーズの設定を発表する。助手席が電動で車の外側へ回転して乗降する「助手席スライドアップシート」と簡単な手動操作で助手席を車両の外側へ回転する「助手席回転シート」の2タイプが用意される。「助手席回転シート」は7月以降に販売開始予定である。
2013年5月20日
三菱水島製作所でオフライン式を実施。
2013年6月4日
三菱がeKとデイズのハイマウントストップランプに不具合があるとして、国土交通省にリコールを届け出た。
2013年6月6日
公式発表・販売開始（ターボ車の「ハイウェイスターGターボ」・「ライダー ハイウェイスターGターボ」はVDCとフロントスタビライザーを標準装備する関係で同年8月より販売開始）。
2013年6月28日
先代車種のオッティ販売終了。
2013年7月8日
販売開始から約1か月が経過した7月8日時点で約30,000台を受注したことを発表。これは、公式発表時に設定されていた月販目標台数の8,000台の3.75倍にあたり、歴代の日産の軽自動車の中でも一番の受注ペースとなった。この受注ペースはeK（18,000台。目標台数5,000台の3.6倍）を上回るペースである。グレード別では「ハイウェイスターX」が一番の人気で、次いで、「X」・「ハイウェイスターG」の順となっており、この3グレードで全体の4分の3以上 (79%) を占める。この大ヒットで6月の軽自動車市場での日産のシェアが10.4%に跳ね上がる結果となった。
2014年3月13日
同年2月末時点での総販売台数が106,318台となったことを発表。販売開始から8か月半で月販目標台数の1年分（96,000台）を上回る大台突破となった。
2014年7月3日
一部改良。
デイズルークスに採用されているバッテリーアシストシステムを「S」・「X」・「ハイウェイスターX」・「ハイウェイスターG」の2WD車に採用。これにより、オルタネーターの発電頻度を下げてガソリン消費量を抑えたことでJC08モード燃費を0.8 km/L向上（29.2 km/L→30.0 km/L）。併せて、吸気ダクトレイアウトの変更（横向き→前向き）によって吸気を低温化し、トランスミッションのギア比を変更するなどして加速性能も高めた。また、ノーマルタイプの全グレードのアンテナを「ハイウェイスター」系と同じルーフアンテナに変更した。ボディカラーは一部変更となり、デイズ専用色の「レディッシュマルーンパール（特別塗装色）」を廃止する替わりに、シリーズ車種のデイズルークス採用色である「アゼリアピンクメタリック」、「モカブラウンパール（特別塗装色）」、「ピンクゴールドメタリック」の3色を追加した。
オーテックジャパン扱いの「ライダー」には、通常はオプション設定となっている専用LEDデイタイムランニングライトを追加で標準装備し、フロントグリルとバックドアモールをダーククロムに、フロントバンパーをダークメタリックペイント、ダークモール付仕様に、専用エンブレムをダークにそれぞれ変更した「ライダー ブラックライン」を追加した。
2014年6月までの時点で、デイズルークスを含めたシリーズの累計販売台数が17万台以上となり、日産の軽自動車の中で歴代第1位の販売ペースとなっている。
2014年10月1日
「ハイウェイスターX」をベースに、通常はオプション設定となっているアラウンドビューモニターを標準装備しながら価格を据え置いた特別仕様車「ハイウェイスター Vセレクション+Safety」を発売。
2014年12月4日
特別仕様車「X Vセレクション+Safety II」・「ハイウェイスターX Vセレクション+Safety II」を発売。「Vセレクション+Safety」シリーズの追加モデルとして新たに設定されるもので、「X」・「ハイウェイスターX」をベースに、VDC、エマージェンシーブレーキ、踏み間違い衝突防止アシスト、フロントスタビライザーを特別装備した。「ハイウェイスターX Vセレクション+Safety II」にはアラウンドビューモニターも特別装備されるが、「アラウンドビューモニターレス」も設定されている。
併せて、「J」・「S」・「ハイウェイスターJ」・「ハイウェイスターG」・「ハイウェイスターGターボ」には、エマージェンシーブレーキと踏み間違い衝突防止アシストのセットオプションを新たに設定した。
2015年10月22日
マイナーチェンジ。
新たに、先行車や対向車のライト、道路周辺の明るさをルームミラー背面のウィンドシールドに設置したカメラのセンサーで認識し、車速などの諸条件によりハイビームとロービームを自動切替する「ハイビームアシスト」を軽自動車で初採用したほか、これまでメーカーオプション設定だったエマージェンシーブレーキと踏み間違い衝突防止アシスト、一部グレードにオプション設定となっていたVDCなどの各種安全装備が全グレードに標準装備した。併せて、赤外線を約70%カットするIRカットガラスも新採用した。
リアコンビランプは新デザインのLEDシグネチャーランプとなり、デイズは新デザインのクロームグリルを採用。内装はデイズに新シート表皮を採用、デイズハイウェイスターにはプレミアムコンビネーションインテリアを新たにメーカーオプション設定した。ボディカラーは共通カラーとして、デイズルークス設定色の「スパークリングレッドメタリック」を追加するとともに、デイズは専用色の「ミネラルブルーメタリック」に替わり新色の「アイスブルーチタニウムメタリック」を追加するとともに、新たな専用色の「レモンライム」も追加。ハイウェイスターは専用色の「ピンクゴールドメタリック」を廃止し、新色として、オレンジ系「スカーレットメタリック」とブルー系「オーシャンブルーパール」を追加した。
パワートレインはエンジンの摩擦抵抗を低減したほか、NA・4WD車とターボ車にはアイドリングストップ機能とバッテリーアシストを新搭載したことで全車で燃費を向上し、NA・4WD車とターボ・2WD車は「平成32年度燃費基準+10%」、ターボ・4WD車は「平成32年度燃費基準」をそれぞれ達成した。
「ハイウェイスターJ」が廃止(後述するオーテックジャパン扱いのカスタムカー「ライダー」の当グレードベースを含む)される。
オーテックジャパン扱いのカスタムカー「ライダー」と「ライフケアビークル」シリーズもマイナーチェンジされ、ベース車と同様の改良を行ったほか、「ライダー」は専用フロントバンパーのデザインを一新して専用LEDバンパーイルミネーションやフォグランプを組み込んだほか、ボディカラーは「プレミアムパープルパール」と「クールシルバーメタリック」と入れ替えで新色の「オーシャンブルーパール」と「スカーレットメタリック」を追加。内装は黒を基調に紫色の糸を織り込んだ格子柄の専用シート地を採用した。併せて、コンパクトカーのマーチに次いでの設定となる「ボレロ」(「X」ベースと「J」ベース)を新たに設定することを発表した（12月24日販売開始）。デイズをベースに、メッキ加飾をあしらったフロントグリルを採用し、丸みを帯びた専用フロントバンパーも装備。内装ではシャルドネホワイトとマルサラレッドでカラーコーディネートしたレザー調シートを採用し、運転席・助手席バニティミラーを装備。さらに、フロントバンパーアッパーモール（光輝タイプ）やホイールカバーデカールなどをディーラーオプションとして設定した。ボディカラーは「X」ベース車専用色を含めて10色展開とした。
2016年4月20日
三菱自動車の燃費不正改ざん問題により本車種及び日産・デイズシリーズの4車種が一時販売中止となる。
2016年6月21日
国土交通省による再確認結果を公表した。燃費が再測定車種最大で16%乖離していたこと。反面、排ガス値や保安基準などは国の基準を満たしていたことが明らかになった。三菱自動車に対し、燃費の修正指示を指示。ekシリーズ全車種の型式指定の取り消しは行わないことになった。それを受けて、三菱自動車は燃費の修正を行った。
2015年10月のマイナーチェンジモデルにおいては、「J」を除くNA・2WD車は「平成32年度燃費基準」達成、「ハイウェイスターGターボ」の2WD車と「J」は「平成27年度燃費基準+10%」達成、NA・4WD車の全グレードは「平成27年度燃費基準+5%」、「ハイウェイスターGターボ」の4WD車は「平成27年度燃費基準」達成にそれぞれ修正された。
2016年7月4日
OEM元の三菱・eKシリーズと共に注文受け付け、および生産・販売を順次再開した。
また、販売再開に際し、特別仕様車「X Vセレクション」を発売した。「X」をベースに、外観は14インチアルミホイールを装備。内装は「ハイウェイスター」に設定されている「エボニーインテリア」を採用するとともに、シルバーフィニッシャーを施した本革巻ステアリング、シルバー加飾を施したパワーウィンドウスイッチベース（ピアノ調）、メッキインナードアハンドルを装備。ボディカラーはベースグレードのラインナップに加え、通常は「ハイウェイスター」専用色の「オーシャンブルーパール」を特別設定し、全11色が設定される。
2017年1月26日
一部改良。
「ハイウェイスターGターボ」にクルーズコントロールを標準装備したほか、ステアリングスイッチやGPSアンテナなどで構成された「日産オリジナルナビ取付パッケージ」を全車に標準装備。ボディカラーは「アゼリアピンクメタリック」とデイズ専用色の「シルキーローズメタリック」を廃止する替わりに、新色としてデイズルークスの2016年12月改良型モデルにも設定されている「プレミアムサンシャインオレンジ4コートメタリック（特別塗装色）」とデイズ専用色の「ブロッサムピンクメタリック」を追加。内装ではカップホルダーを細いタイプの缶にも対応するように改良された。今回の一部改良に伴い、「S」は2WD車を廃止し、4WD専用グレードとなった。
同時に、オーテックジャパン扱いの「ボレロ」、「ライダー」、「助手席回転シート」、「助手席スライドアップシート」についてもカタロググレード同様の一部改良を行った。
2017年4月25日
特別仕様車「X モカセレクション」、「ハイウェイスターX プレミアムセレクション」を発売。
「X モカセレクション」は「X」をベースに、14インチアルミホイールを特別装備し、内装は専用設定色のモカを採用し、シート地とドアトリムクロスにスエード調クロスを採用した。ボディカラーはベースグレードのラインナップに加え、通常は「ハイウェイスター」専用色の「チタニウムグレーメタリック」と「スカーレットメタリック」の2色を特別設定し、全12色を設定した。「ハイウェイスターX プレミアムセレクション」は「ハイウェイスターX」をベースに、15インチアルミホイールを特別装備し、内装はベースグレードではオプション設定となっている「プレミアムコンビネーションインテリア」を採用し、シート地は「ネオソフィール」とスエード調クロスのコンビシート、ステアリングはピアノ調加飾を施した本革巻、ドアトリムクロスにスエード調クロスをそれぞれ採用した。ボディカラーはベースグレードでは特別塗装色となっている「プレミアムサンシャインオレンジ4コートメタリック」、「ホワイトパール3コートパール」、「プレミアムパープルパール」、「モカブラウンパール」の4色を設定した。
2018年5月28日
デイズルークスと共に一部改良が発表され、同日より販売が開始された。
既搭載の「エマージェンシーブレーキ」を「インテリジェント エマージェンシーブレーキ」に改め、レーザーレーダー方式からカメラ方式に変更されたことで、対車両の車速域を80km/hまでに拡大、対歩行者検知を追加する性能向上がされたほか、「踏み間違い衝突防止アシスト」もレーダー方式からソナー+カメラ方式に変更されたことで、後退時及び軽自動車で初めてとなる前方歩行者検知機能及び、低速衝突軽減ブレーキ機能が追加された。また、ハイウェイスターはLDW（車線逸脱警報）が新たに標準装備された。
ボディカラーは茶系の「モカブラウンパール（特別塗装色）」を「アッシュブラウンメタリック（特別塗装色）」に、銀系の「クールシルバーメタリック」を「スターリングシルバーメタリック」にそれぞれ入れ替え、ハイウェイスター専用色の「スカーレットメタリック」を廃止する替わりに、「X」及びハイウェイスター専用色として「プレミアムオリーブメタリック（特別塗装色）」が追加された。
なお、オーテックジャパン扱いの「助手席回転シート」・「助手席スライドアップシート」においてもベース車と同様に改良が行われた。
2019年2月
後述する次期（2代目）モデルの生産準備に伴い生産終了。在庫対応分のみの販売となる。
2019年3月28日
2代目と入れ替わる形で販売終了。

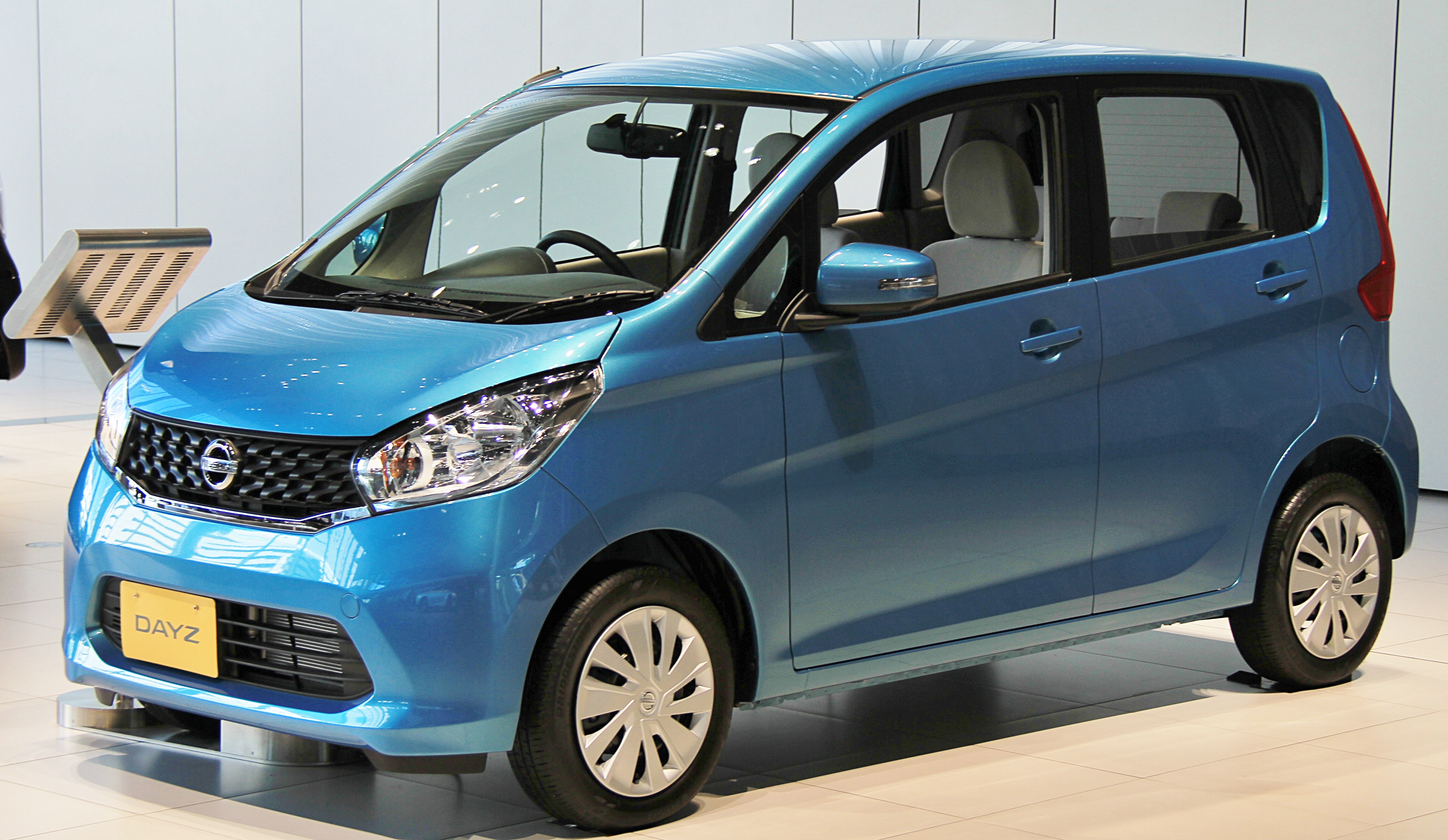
2013年6月発売型 X
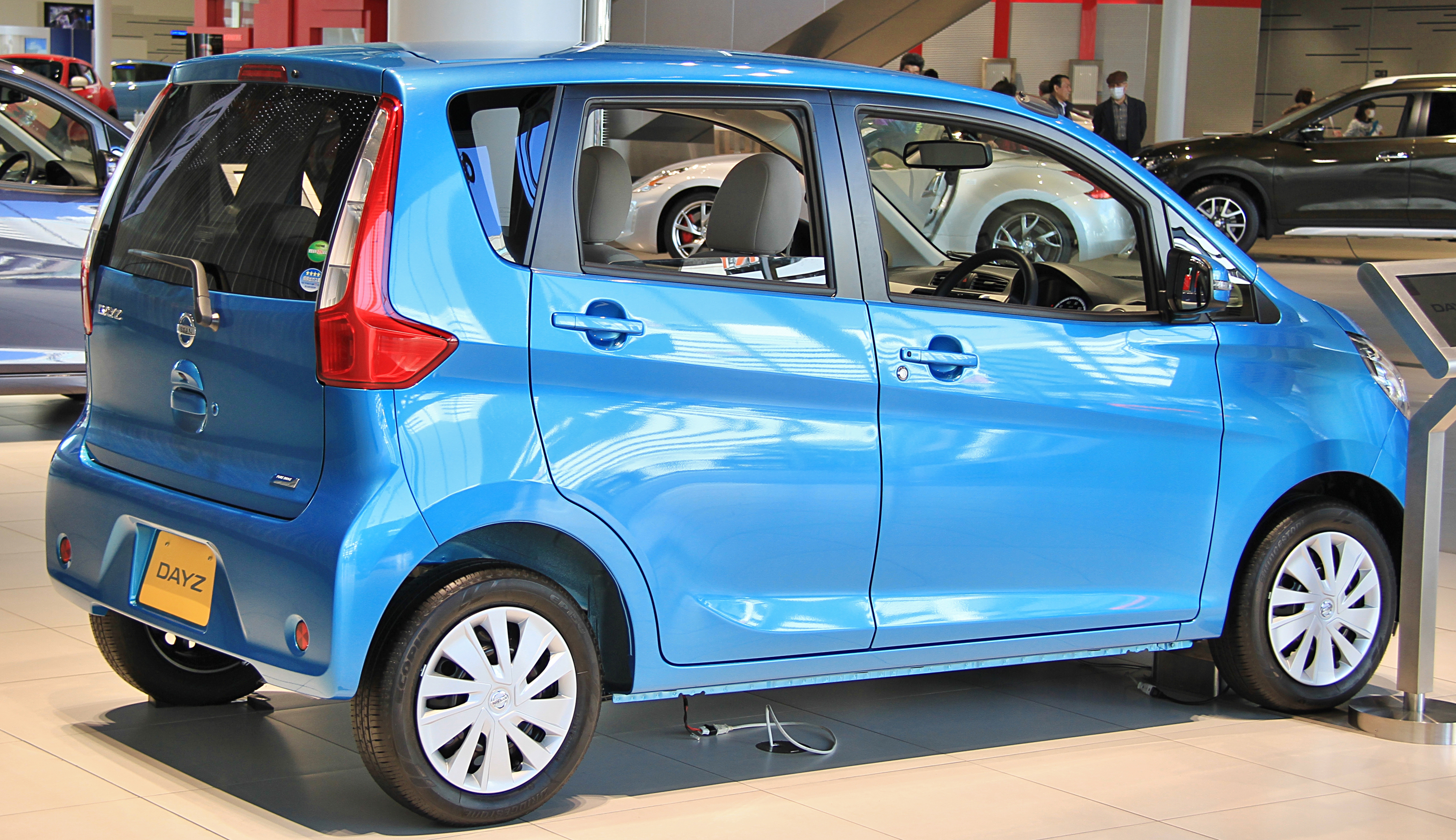
2013年6月発売型 X リヤ
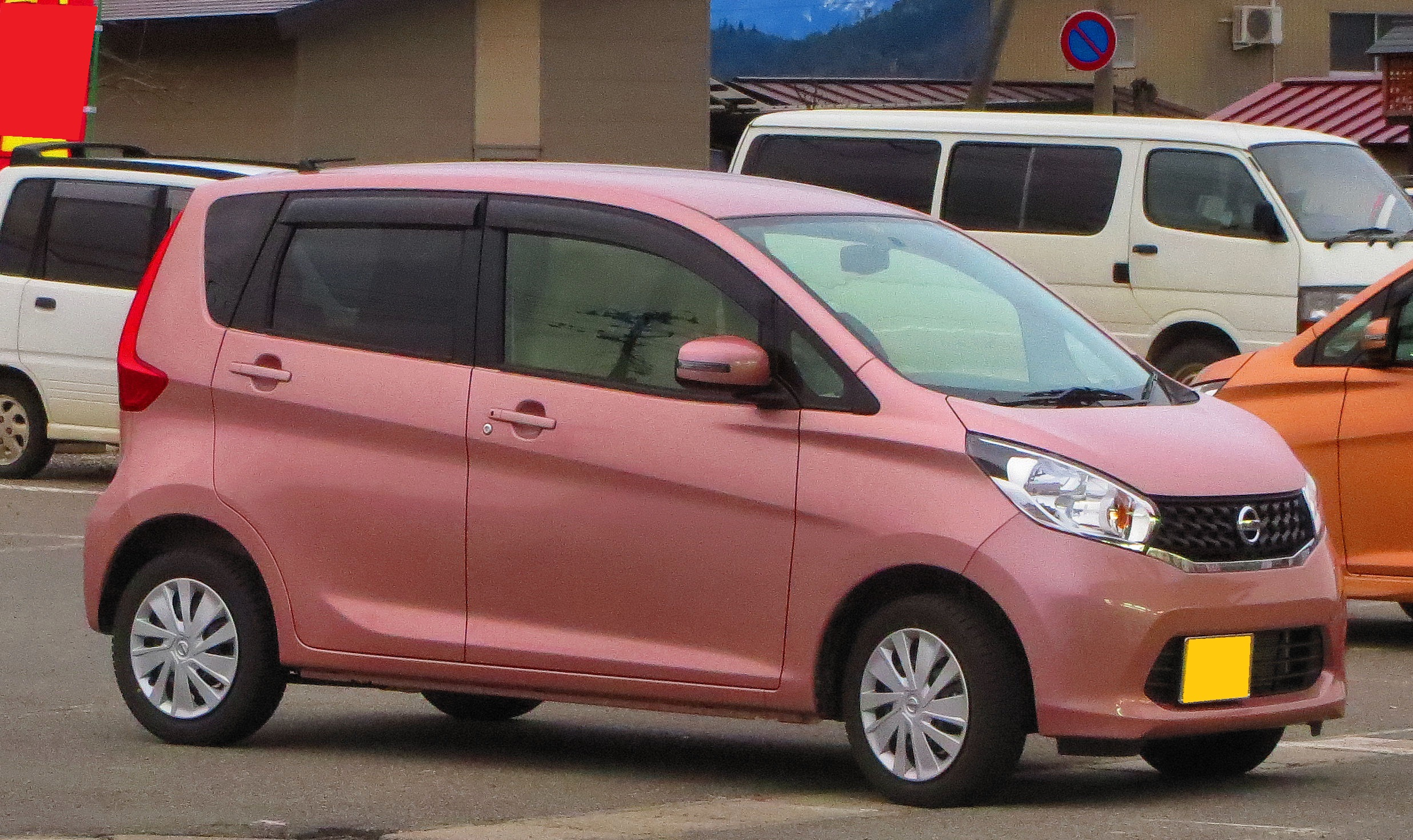
2014年7月改良型 X
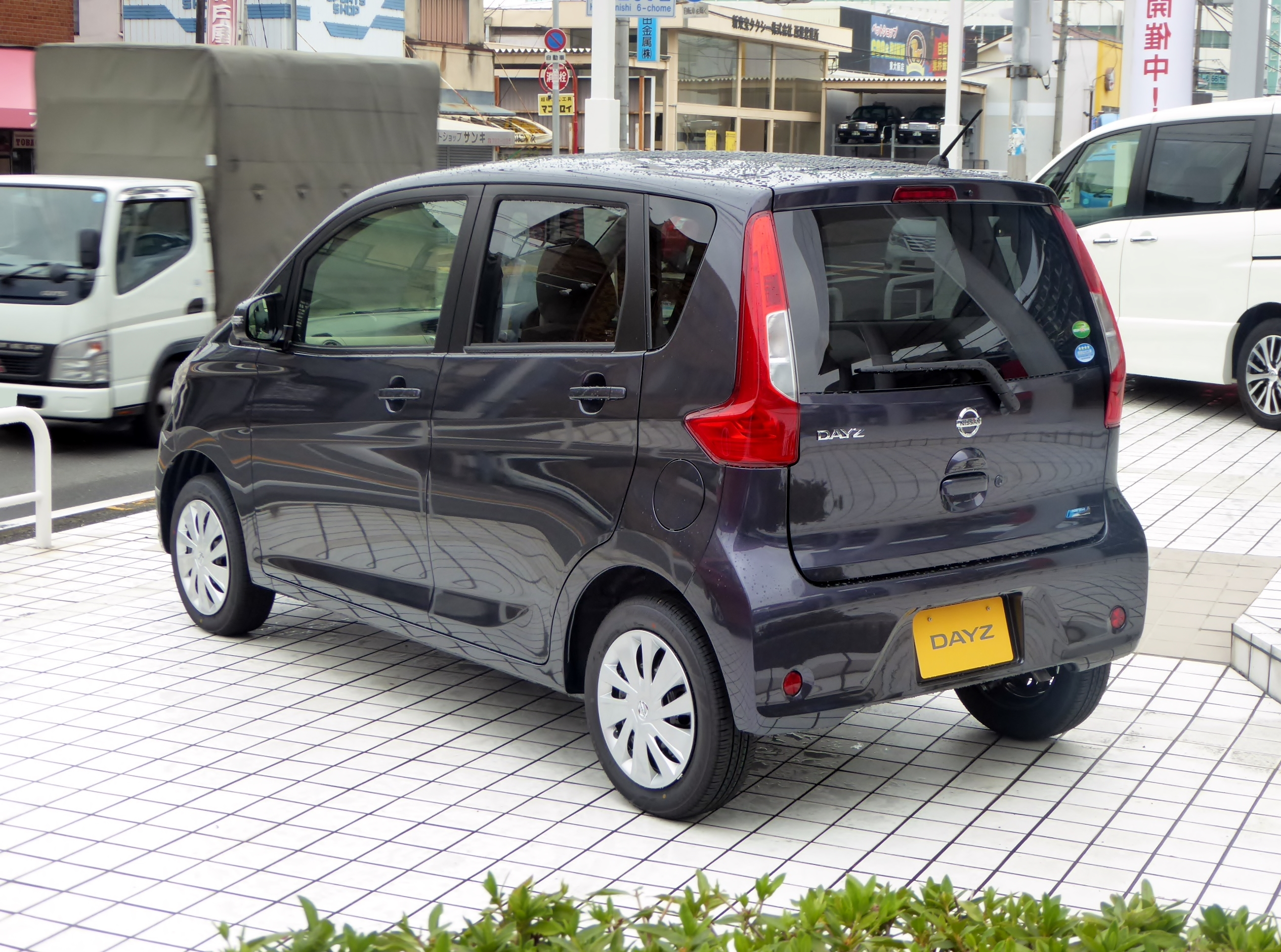
2015年10月改良型 X リヤ
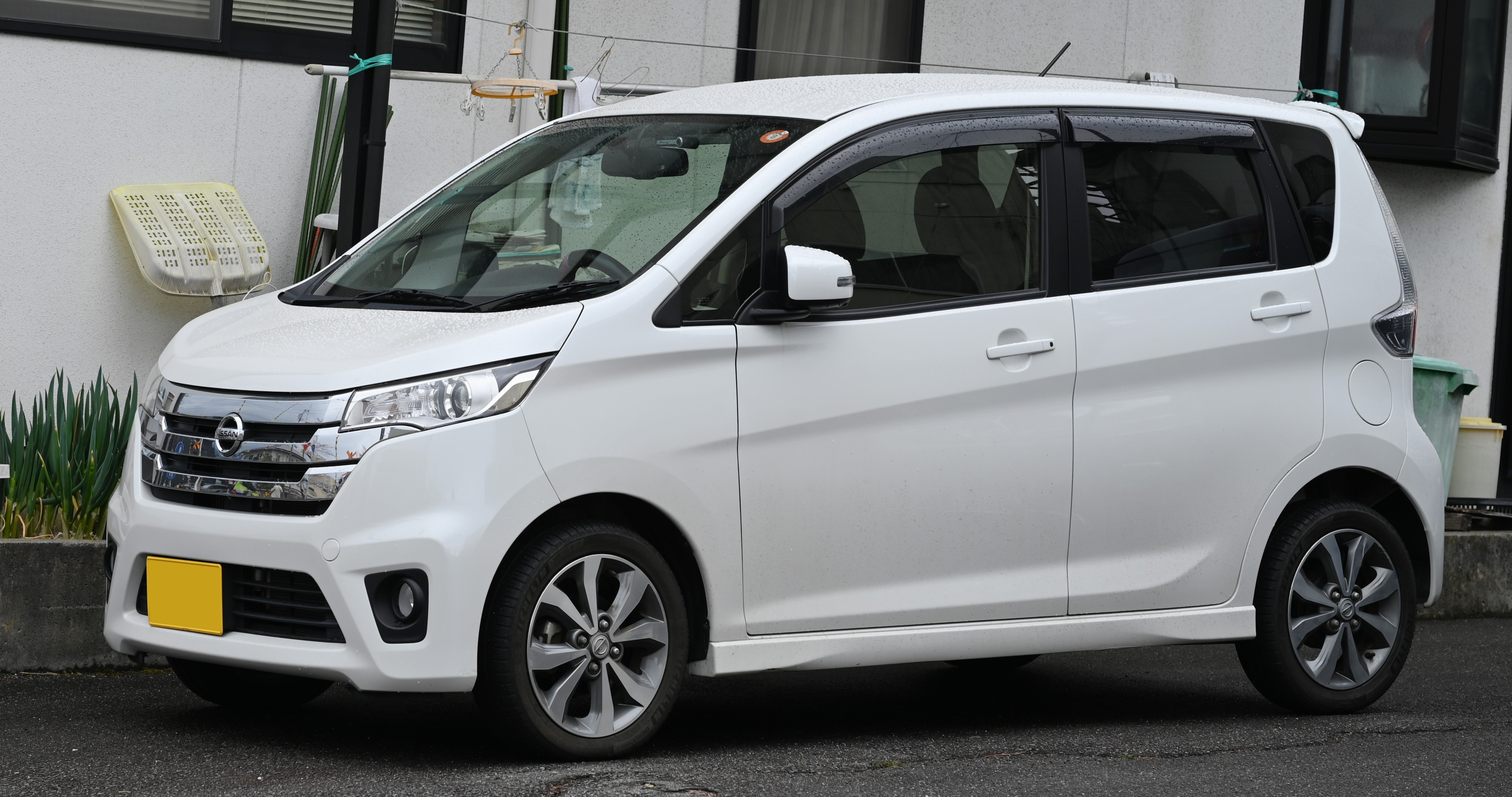
2013年6月発売型 ハイウェイスターG
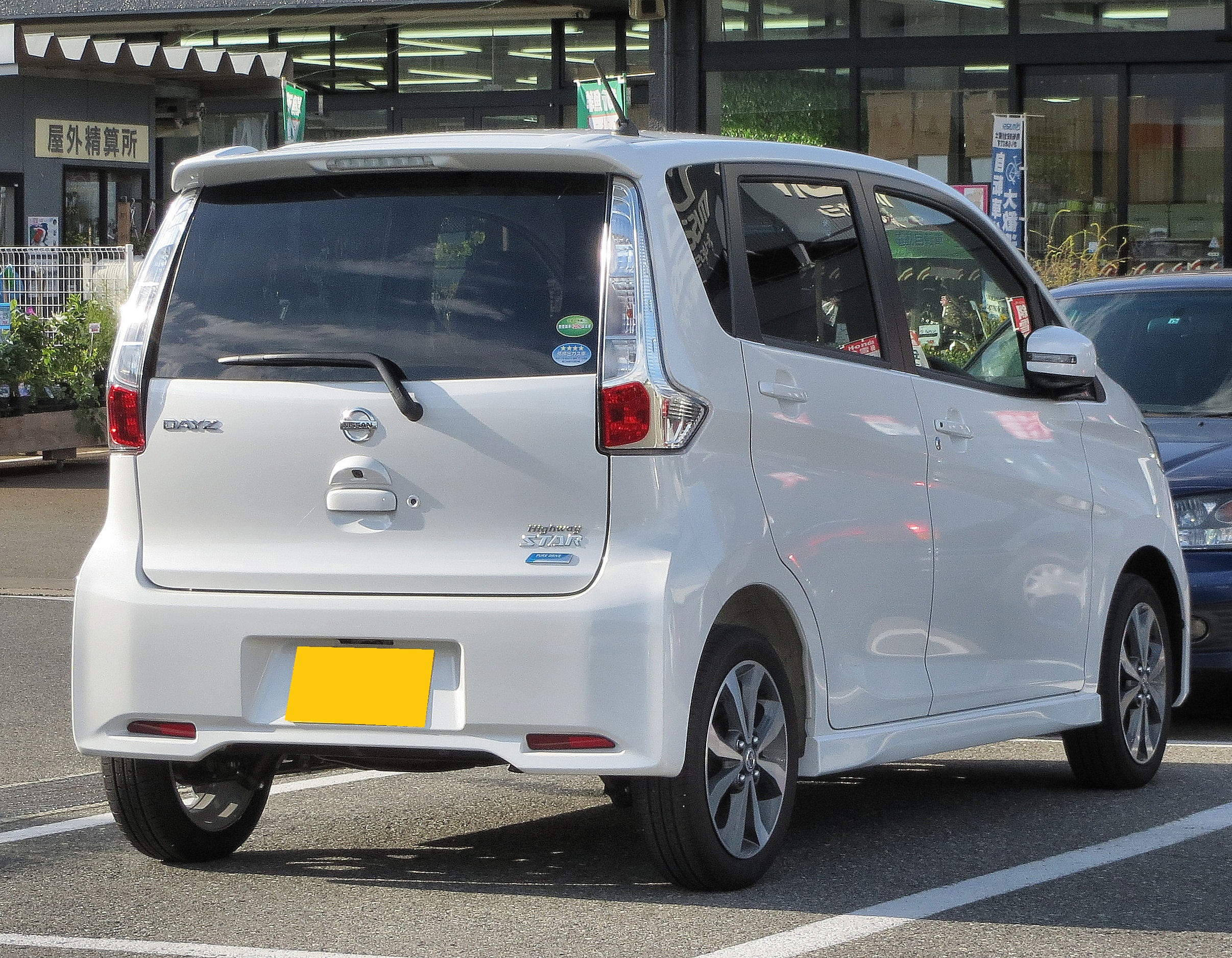
2013年6月発売型 ハイウェイスターG リヤ

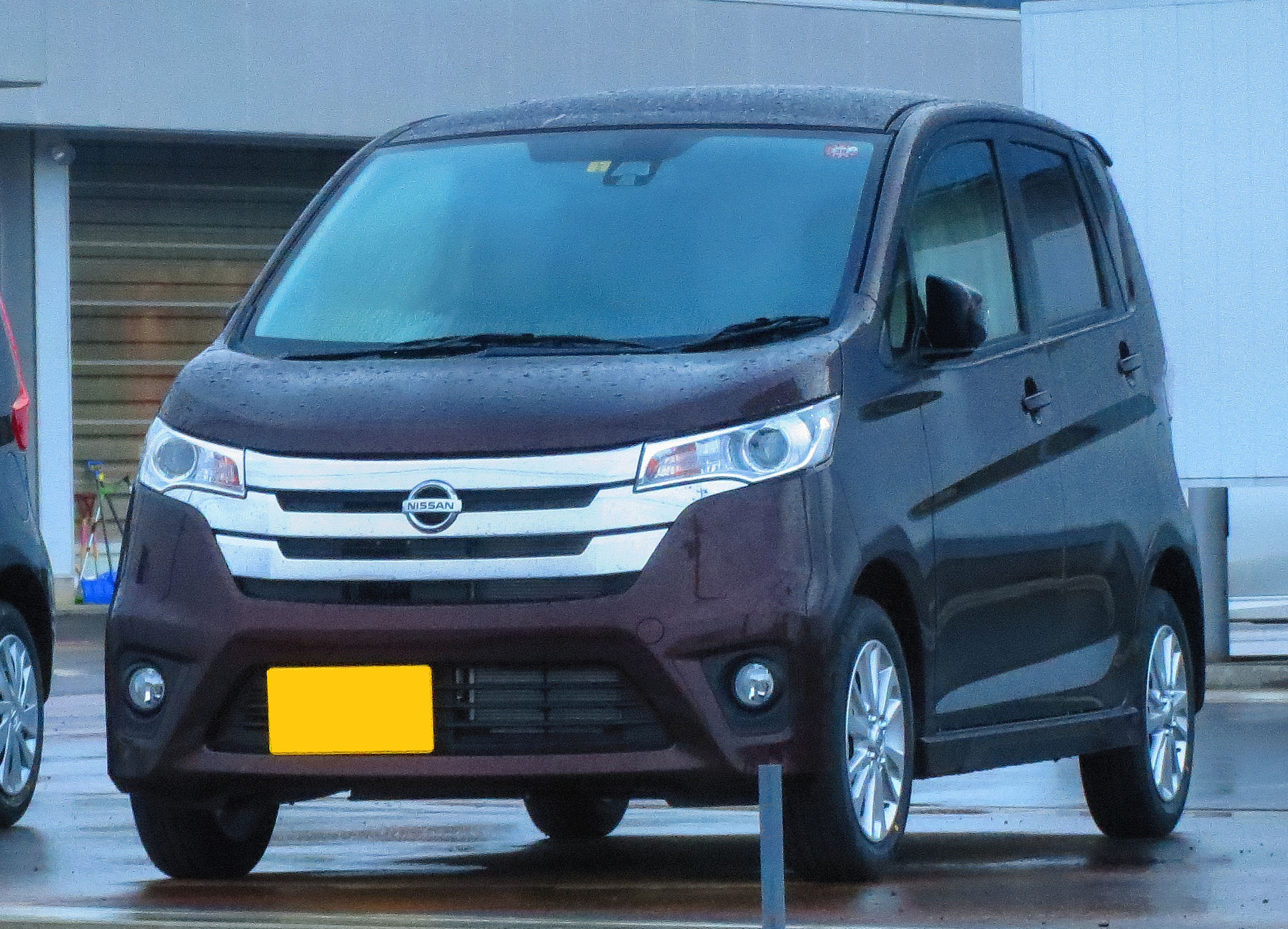
ハイウェイスターX Vセレクション＋SafetyⅡ
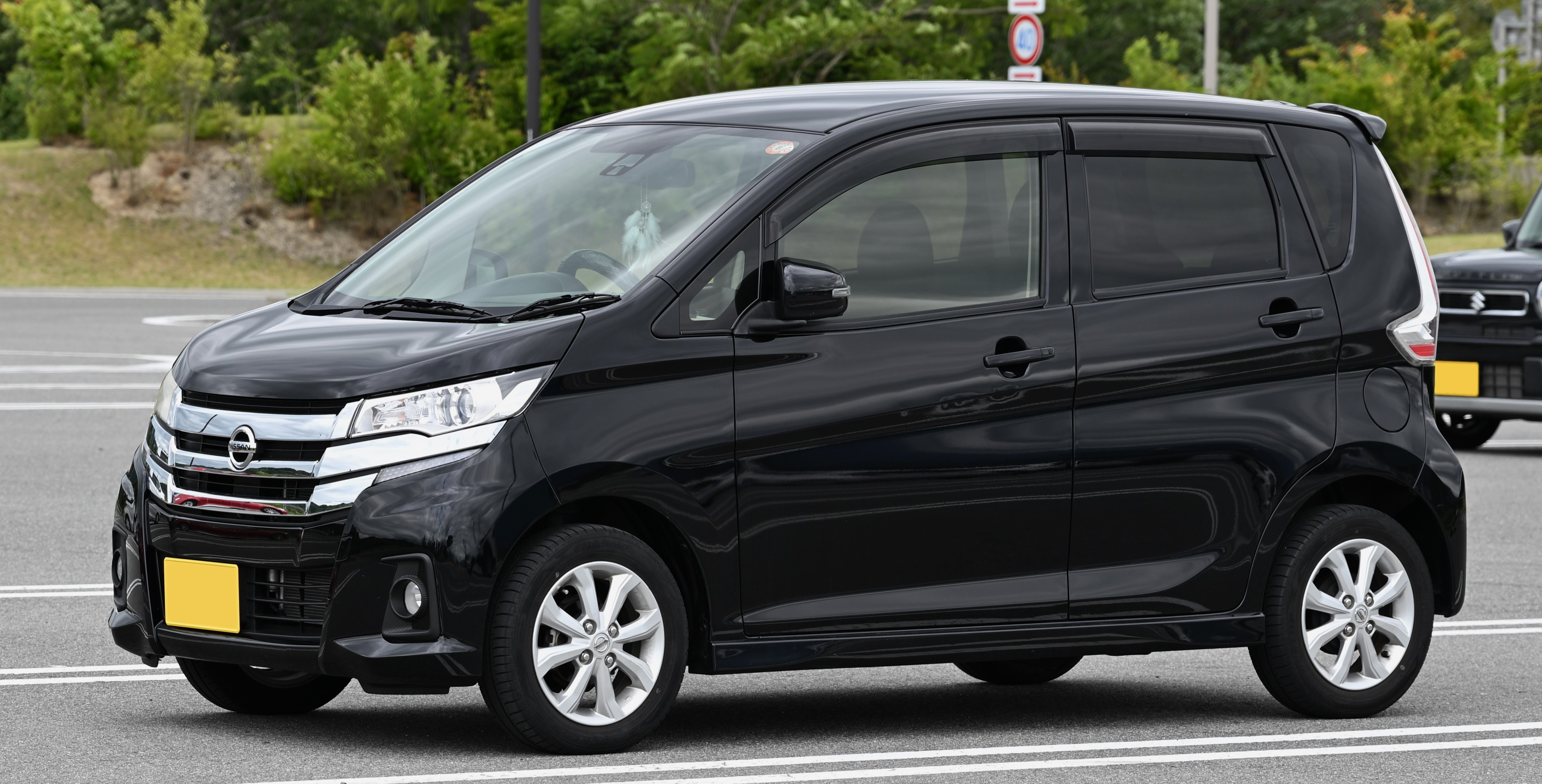
2015年10月改良型 ハイウェイスターX
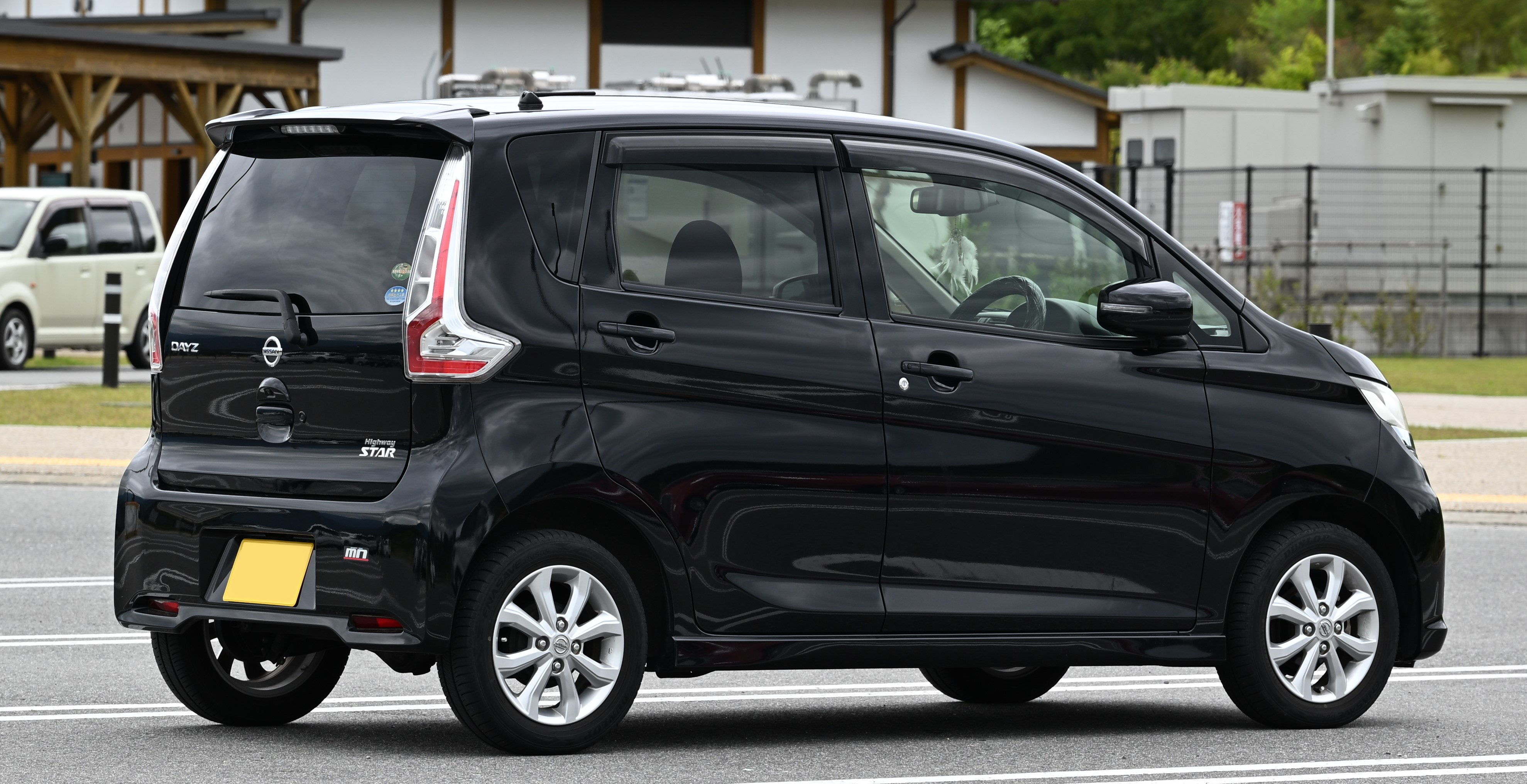
2015年10月改良型 ハイウェイスターX リヤ
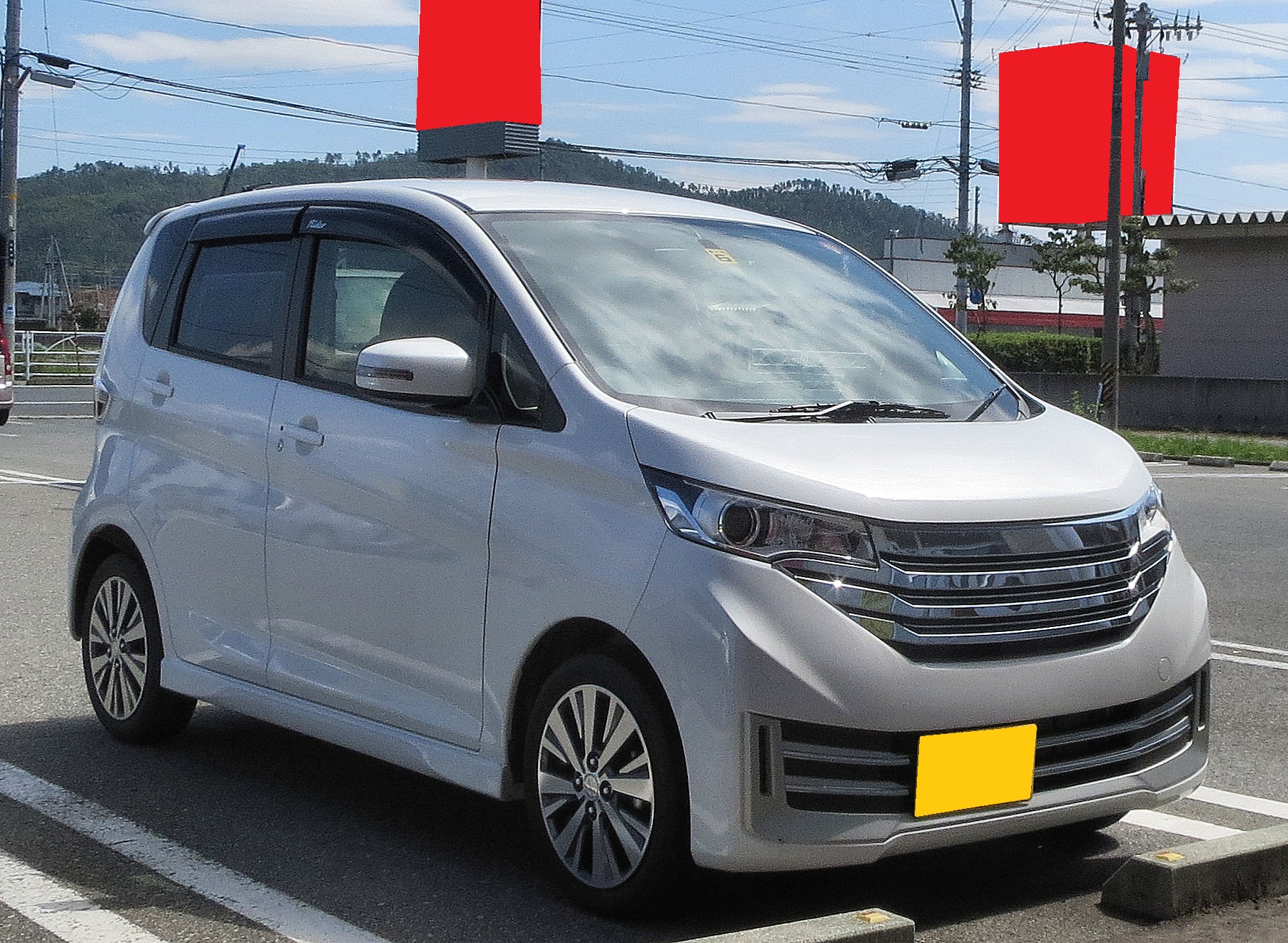
2013年6月発売型 ライダー4WD （ハイウェイスターXベース)
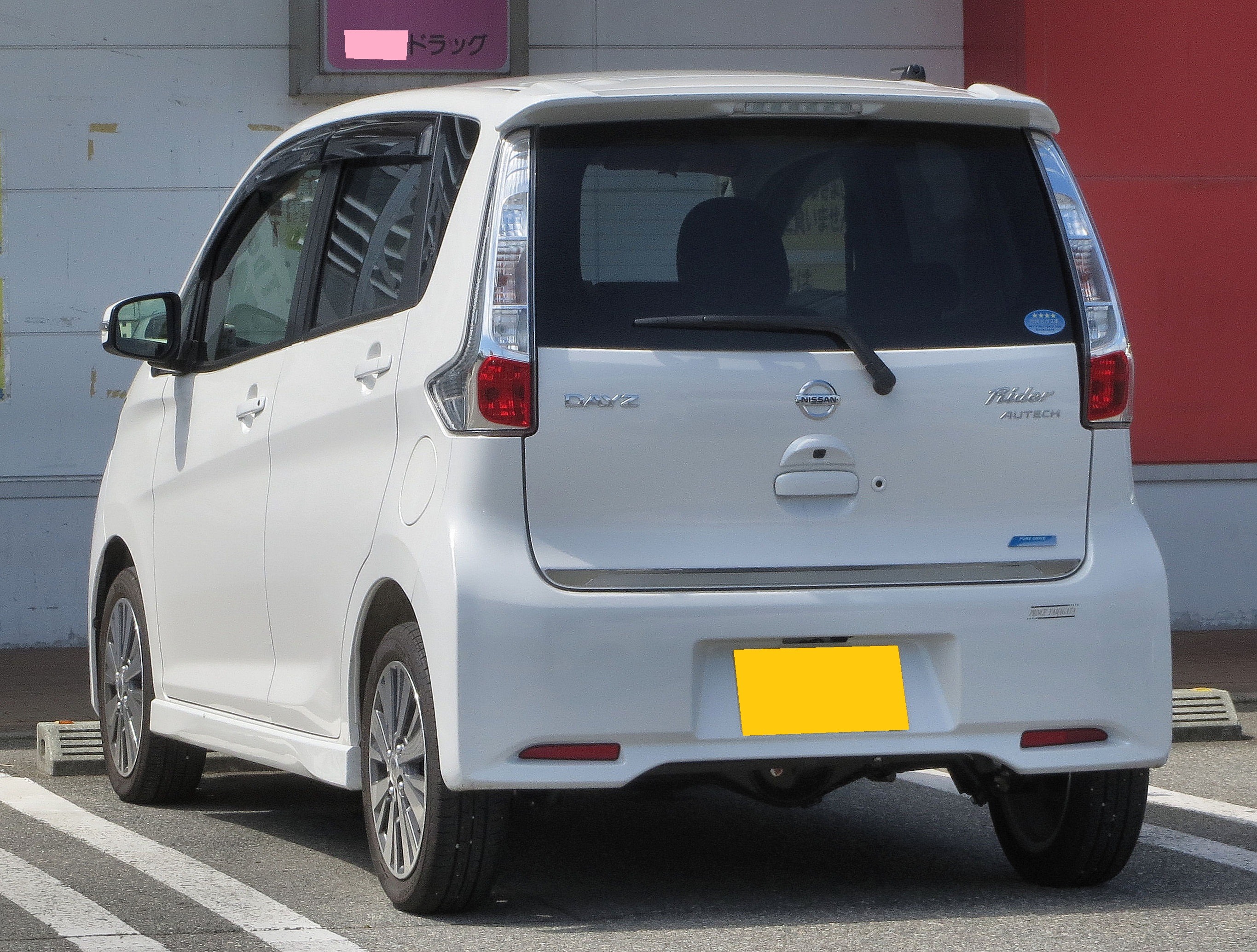
2013年6月発売型 ライダー4WD （ハイウェイスターXベース・リヤ)
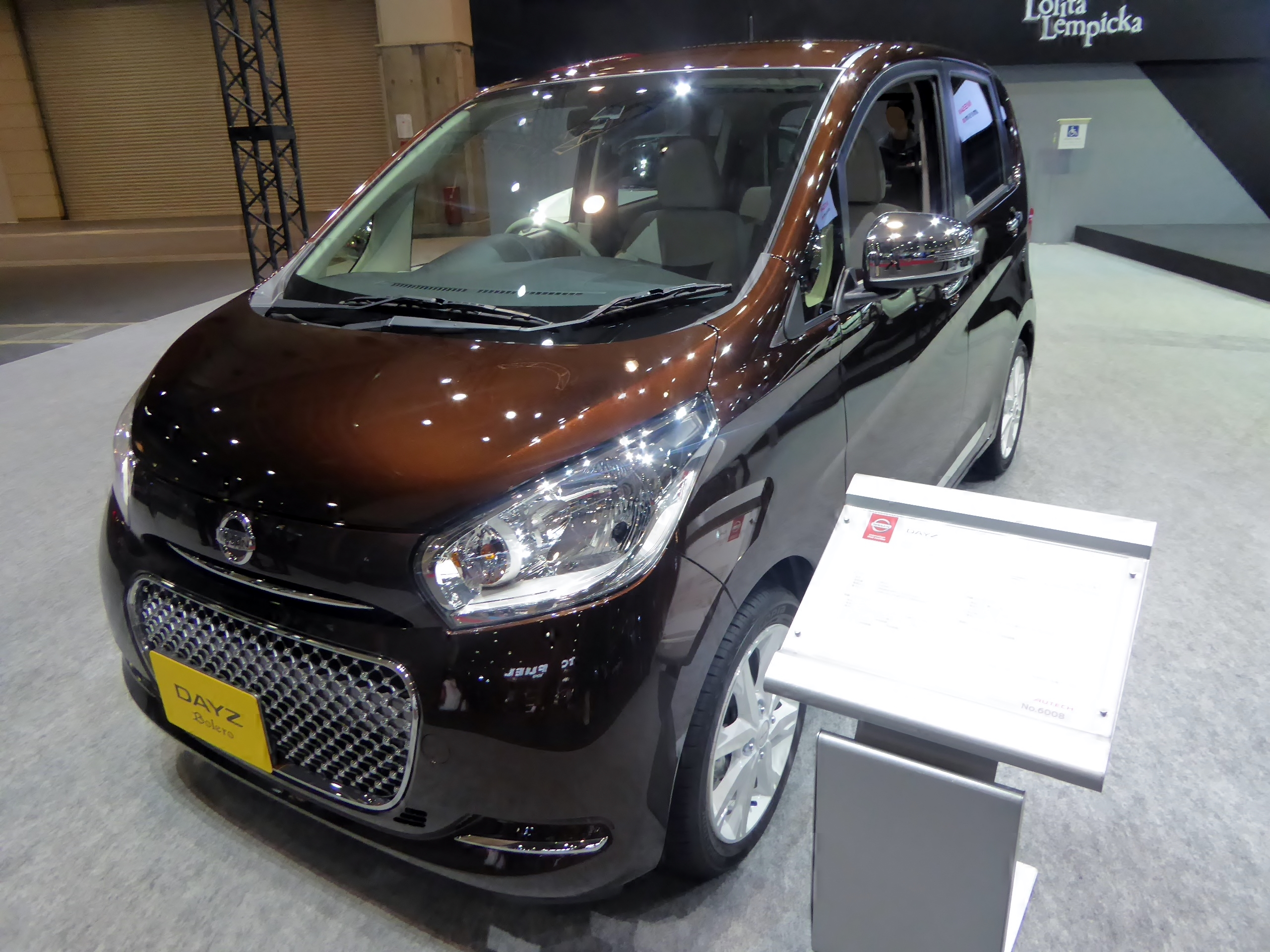
ボレロ
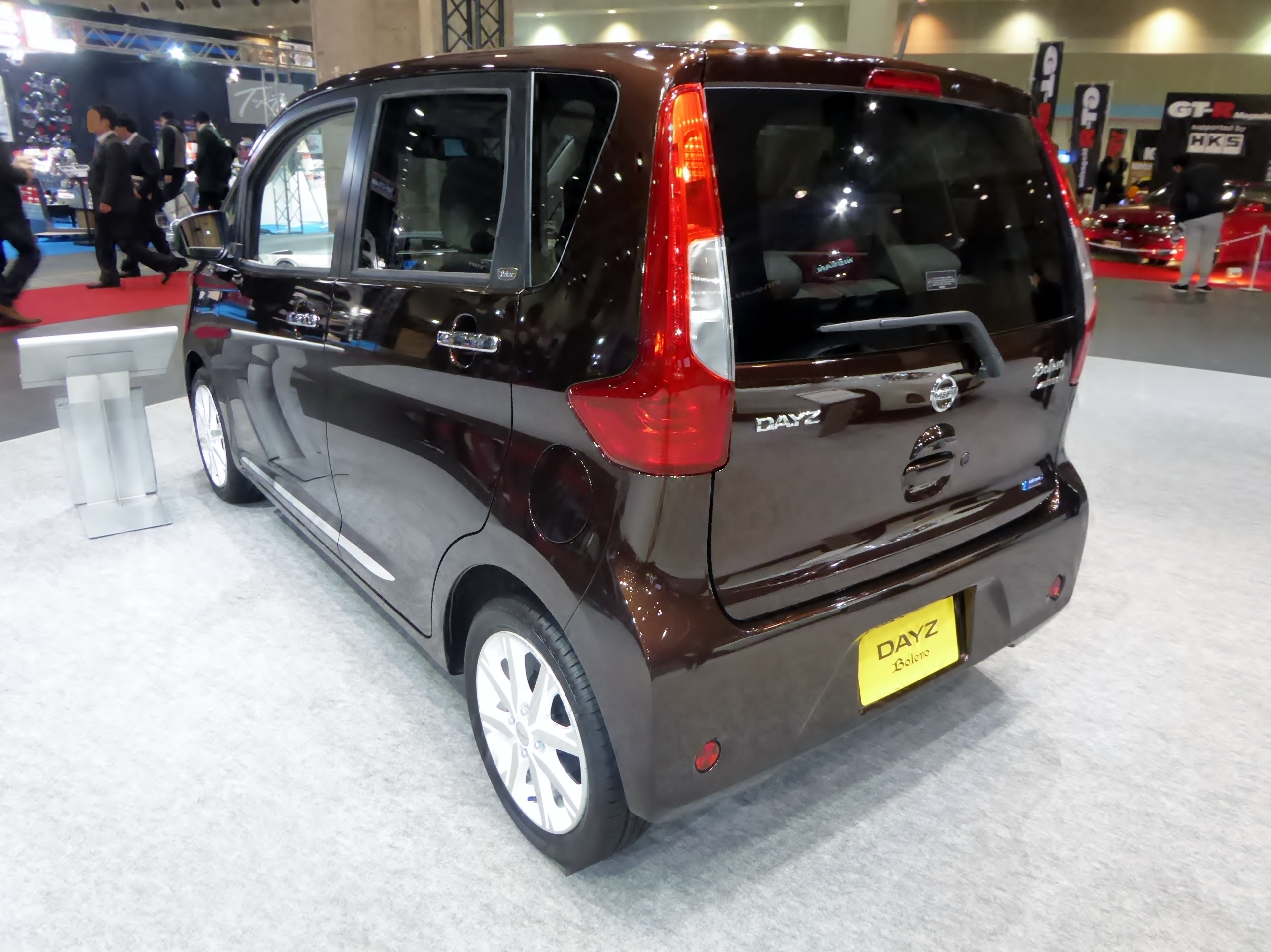
ボレロ リア
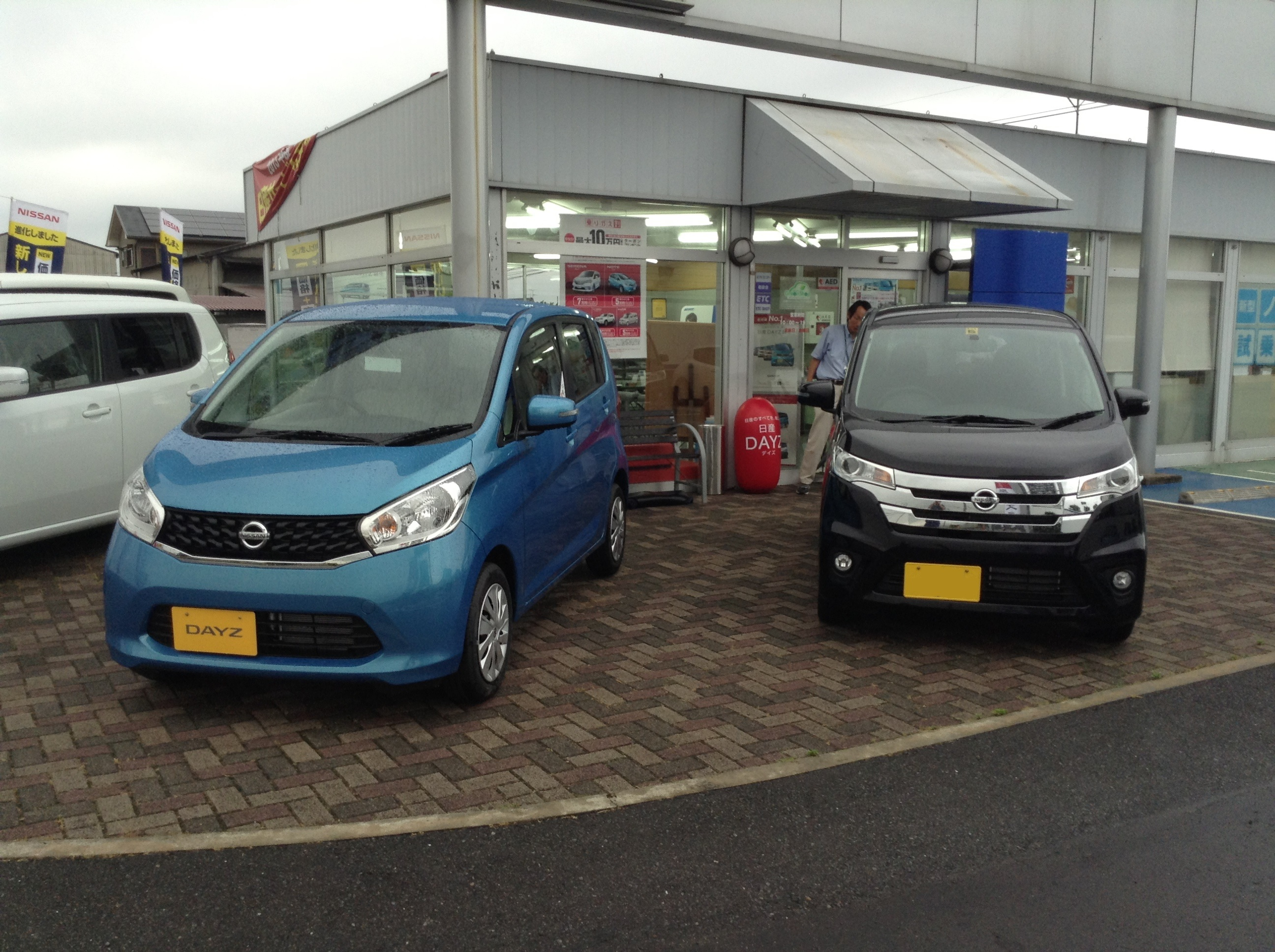
X ＆ハイウェイスターG フロント（ともに2013年6月発売型）

- X（2013年6月発売型）
インテリア
- ハイウェイスターG（2013年6月発売型）
インテリア
- ボレロ
インテリア

## 2代目 B40W（AA1）型（2019年 - ）

### 概要
2代目では、5代目セレナ、2代目リーフ、3代目エクストレイルに採用されている「プロパイロット」や先進事故自動通報システムSOSコール（ヘルプネット）を軽自動車として初めて採用した。なお、ヘルプネットは4代目eKワゴン/eKクロスには装備されないデイズ特有の装備となる。
スタンダードモデルの「標準車」とスポーティーモデルの「ハイウェイスター」の2本立て構成は初代モデルから踏襲され、フロントグリルは「Vモーショングリル」となった。「ハイウェイスター」はヘッドランプが2段配列のマルチレフタイプLEDとなり、「Vモーショングリル」は標準車よりも大型化され、クリスタルカット&3Dメッシュ仕様となっている。
また、リアのナンバープレートの位置が変更され、初代のバンパー上からバックドア上に移動されている。
グローブボックスを収納スペースとして活用できるよう、助手席ドアに車検証入れが装備される。
この代から日産主体で開発されるようになりエンジンや電装部品も三菱ベースから日産ベースになった。これに伴いインテリジェントキーの形状が従来の三菱で使われているデザインから日産のフォーブ型に変更されている。
2023年9月に発表されたマイナーチェンジでは、ラジエーターグリルがC28型セレナやBA1型ルークス（2023年4月マイナーチェンジモデル）に次いでの採用となる「デジタル・Vモーション」へ刷新された。標準車は「デジタル・Vモーション」とヘッドランプ、フロントグリルを一体化したデザインへ変更。「ハイウェイスター」はVモーションが上下で太さのグラデーションが変化するクロームメッキのラインとなり、フロントバンパーは水平基調のデザインとなった。

### メカニズム
エンジンを同社の親会社であるルノーが新興国向けの小型車用に開発した既存のBR08型を基にスケールダウンした新開発のBR06型に換装された他、エクストロニックCVTは副変速機が廃止され、ベルトの低フリクション化やエンジンの締結剛性が向上されたほか、軽自動車では初となる「Dステップ」が採用された。ターボ車には、先代モデルには装着されていなかったインタークーラーが装着された。
また、「ハイウェイスター」にはセレナにも採用されている「スマートシンプルハイブリッド（S-HYBRID）」が搭載されており、モーターを小型化しつつ、リチウムイオンバッテリーの搭載により、出力を同等としながらも回生量が向上された。また、ブレーキを踏んで車速が13km/h以下になると作動する「停車前アイドリングストップ」が搭載された。その為、5代目セレナ（2018年9月改良モデルのS-HYBRID車）同様、フロントドア下とバックドア右下に「S-HYBRID」エンブレムが装着される。
なお、WLTCモードでの燃料消費率並びに排出ガスに対応しており、NA車は「平成30年排出ガス基準50%低減レベル（☆☆☆☆）」を、ターボ車は「同25%低減レベル（☆☆☆）」認定をそれぞれ取得している。また、NA・2WD車はJC08モードでの燃費性能が向上されたため、「2020年度燃費基準+20%」を達成した。

### 年表
2019年3月14日
製造元の三菱水島製作所にてオフライン式を実施。発売日がアナウンスされた。
2019年3月28日
フルモデルチェンジ。
グレード体系は標準車は先代同様、「S」と「X」の2グレードが踏襲されるが、初代に設定されていた廉価グレード「J」の廃止に伴い、「S」は初代・2017年1月改良モデルで廃止されていた2WDの設定が復活した。ハイウェイスターはNAエンジン搭載車を「ハイウェイスターX」に絞り、ターボエンジン搭載車の「ハイウェイスターGターボ」は初代モデルから踏襲された。また、それぞれのグレードに「プロパイロット」搭載グレードとなる「プロパイロットエディション」が設定される。
ボディカラーはホワイトパール3コートパール（特別塗装色）、スパークリングレッドメタリック、ブラックパール、ホワイト（標準車専用）、ブロッサムピンクメタリック（標準車専用）、プレミアムオリーブメタリック（標準車専用、特別塗装色）、チタニウムグレーメタリック（ハイウェイスター専用、特別塗装色）の計7色が初代モデルから踏襲されたほか、初代では共通色だったスターリングシルバーメタリックとアッシュブラウンメタリック（特別塗装色）を標準車専用色に、プレミアムパープルパール（特別塗装色）をハイウェイスター専用色にそれぞれ移行した。また初代ではハイウェイスター専用色だったオーシャンブルーパールは標準車でも設定が可能となり、共通色のプレミアムサンシャインオレンジ（特別塗装色）は4コートメタリックからメタリックへ変更され、「S」はホワイト、スターリングシルバーメタリック、ブラックパールの3色のみの設定となった。新色として、「X」にはソーダブルーパールメタリック（特別塗装色）が、ハイウェイスターには2トーンカラー4色（ホワイトパール3コートパール/プレミアムサンシャインオレンジメタリック、スパークリングレッドメタリック/ブラック、アッシュブラウンメタリック/フローズンバニラパールパールメタリック、ソーダブルーパールメタリック/アッシュブラウンメタリック）が設定された。なお、プレミアムサンシャインオレンジメタリック（特別塗装色）、オーシャンブルーパール、プレミアムオリーブメタリック（特別塗装色）は4代目eKワゴンには設定されないデイズ専用のカラーで、プレミアムサンシャインオレンジメタリックはサンシャインオレンジメタリック、オーシャンブルーパールはライトニングブルーマイカとしてeKクロスに設定されている。スパークリングレッドメタリックも当初はデイズ専用カラーで、レッドメタリックとしてeKクロスに設定されていたが、2020年12月のeKシリーズ一斉の一部改良により4代目eKワゴンにも復活する形で設定されるようになった。
オーテックジャパン（現・日産モータースポーツ&カスタマイズ）扱いの「ボレロ」も同時にフルモデルチェンジされた。外観はフロントグリルとバックドアフィニッシャーにダーククロームタイプ、電動格納式リモコンカラードドアミラーとアウトサイドドアハンドルにホワイトパール、専用デザインの14インチアルミホイールにホワイトをそれぞれ採用。シートはソフトレザー調&トリコットのコンビネーション仕様でモーヴピンクとホワイトのカラーリングとなり、インストパネルや本革巻きステアリングにブラウンピンクを採用。ボディカラーはモノトーン4色に加え、「ハイウェイスター」とは異なるカラーバリエーションとした2トーンカラー3色も設定される。
2019年10月2日
2019年度グッドデザイン賞を受賞したことが発表された。
2019年11月12日
2020年次RJCカー・オブ・ザ・イヤーを受賞したことが発表された（4代目eKワゴン/eKクロスと同時受賞）。
2019年12月6日
2019-2020日本カー・オブ・ザ・イヤー「スモールモビリティ部門賞」を受賞したことが発表された（4代目eKワゴン/eKクロスと同時受賞）。
2019年12月19日
ハイウェイスター専用設定のソーダブルーパールメタリック/アッシュブラウンメタリック 2トーン（ext）/プレミアムコンビネーションインテリア（int）がオートカラーアウォード2019にて特別賞を受賞した（三菱・eKクロスとの共同受賞）。
2020年8月20日
一部仕様向上。
ミリ波レーダーが導入され、新たにインテリジェント FCW（前方衝突予測警報）、インテリジェント DA（ふらつき警報）、先行車発進お知らせ、標識検知機能（車両進入禁止・最高速度・一時停止）及び助手席ロードリミッター付ダブルプリテンショナーシートベルトを採用して標準装備するとともに、「プロパイロット」はミリ波レーダーの導入により性能が向上。さらに、USB電源ソケットを全車に標準装備された。
ハイウェイスターは運転席SRSニーエアバッグシステム、後席ロードリミッター付プリテンショナーシートベルト、LEDフォグランプを新規採用して標準装備するとともに、従来はオプション設定だったSOSコールが標準装備化された。
ボディカラーが一部変更され、ハイウェイスター専用設定の2トーンカラー（特別塗装色）にはチタニウムグレーメタリック/ブラックパールを追加。モノトーンは青系をオーシャンブルーパールからアトランティックブルーパールメタリックに、ハイウェイスター専用色の紫系（特別塗装色）はプレミアムパープルパールからアメジストパープルパールメタリックに入れ替えとなり、ソーダブルー（標準車専用、特別塗装色）はパールメタリックからメタリックに、ブロッサムピンク（標準車専用）はメタリックからチタンメタリックに、スパークリングレッドはメタリックからパールメタリックにそれぞれ呼称変更された（いずれもカラーコードの変更なし）。
オーテックジャパン（現・日産モータースポーツ&カスタマイズ）扱いのカスタムカー「ボレロ」も一部仕様変更され、ベース車同様に安全装備の拡充やUSB電源ソケットの追加が行われたほか、専用2トーンカラー（特別塗装色）にホワイトパール3コートパール/ブロッサムピンクチタンメタリック、プレミアムオリーブメタリック/アッシュブラウンメタリック、アッシュブラウンメタリック/ホワイトパール3コートパールの3色が追加され、ベース車同様に一部のカラーは呼称変更された（なお、電動格納式リモコンカラードドアミラーとアウトサイドドアハンドルのカラーはホワイトパール3コートパール/ブロッサムピンクチタンメタリックを選択した場合はブロッサムピンクチタンメタリック、プレミアムオリーブメタリック/アッシュブラウンメタリックを選択した場合はアッシュブラウンメタリックとなる）。
2020年12月17日
特別仕様車「アーバンクロム」が発表された（2021年1月14日発売）。
ハイウェイスターの全グレードをベースに、フロントグリルを漆黒メッキに、サイドターンランプ付電動格納式リモコンドアミラー（ドアロック連動自動格納機能付）をブラックにそれぞれ変更するとともに、ダーククロームのバックドアフィニッシャーが装備された。
ボディカラーはホワイトパール3コートパール（特別塗装色）、ブラックパール、チタニウムグレーメタリック、スパークリングレッドパールメタリックの4色が設定され、スパークリングレッドパールメタリックにはブラックパールとの2トーン（特別塗装色）も設定される。
2021年12月
仕様変更。
ボディカラーの設定が一部変更され、「X」に3代目ルークスの標準車設定色であるフローズンバニラパールメタリック/アッシュブラウンメタリック 2トーン（特別塗装色）が追加され、従来ハイウェイスター専用色だったソーダブルーパールメタリック/アッシュブラウンメタリック 2トーン（特別塗装色）はモノトーンからの差し替えにより「X」にも拡大、プレミアムサンシャインオレンジメタリック（特別塗装色）は「X」での設定を廃止し、ハイウェイスター専用色へ移行された。
2022年9月15日
3代目ルークスと共に一部仕様向上。
シートを抗菌仕様とするとともに、後席クッションの厚みを変更。燃料消費率が向上されたことにより、NA・2WD車は「2030年度燃費基準80%達成車」、NA・4WD車とターボ・2WD車は「同75%達成車」、ターボ・4WD車は「同70%達成車」となった。ボディカラーはアトランティックブルーパールメタリック（「S」を除く）、プレミアムオリーブメタリック（特別塗装色/「X」専用色）、チタニウムグレーメタリック/ブラックパール 2トーン（特別塗装色/「ハイウェイスター」専用色）が廃止され、スパークリングレッドパールメタリックは「ハイウェイスター」では「アーバンクロム」専用色だったブラックパール 2トーンがカタログカラーとなり、モノトーンは「X」専用色に移行。「X」にホワイトパール3コートパール/アッシュブラウンメタリック 2トーン（特別塗装色）が追加され、「X」専用色だったフローズンバニラパールメタリック/アッシュブラウンメタリック 2トーン（特別塗装色）は「ハイウェイスター」にも設定を拡大して共通色となった。
併せて、特別仕様車「ファイントーン」を設定。「X」・「ハイウェイスターX」・「ハイウェイスターX プロパイロットエディション」をベースに、シートに撥水加工が施され、「ハイウェイスターX ファイントーン（プロパイロットエディションを含む）」はドアトリムクロスとシート地を「X」と同じアイボリー（トリコット）に変更。また、「X ファイントーン」と「ハイウェイスターX ファイントーン」はインテリジェント アラウンドビューモニター（移動物 検知機能付）を特別装備、「X ファイントーン」はサイドターンランプ付電動格納式リモコンカラードドアミラー（ドアロック連動自動格納機能付）とメッキインナードアハンドルも特別装備された。
日産モータースポーツ&カスタマイズ扱いのカスタムカー「ボレロ」も一部仕様向上され、ベース車同様にシートを抗菌仕様とするとともに、後席クッションの厚みを変更して燃料消費率を向上。インテリジェント アラウンドビューモニター（移動物 検知機能付）が新たに特別装備に組み込まれた。
2023年9月29日
マイナーチェンジが発表された（年内発売予定）。
前述した「デジタル・Vモーション」の導入に加え、2022年7月にフルモデルチェンジを実施したT33型エクストレイルと同様、フロントとリアのエンブレム、ステアリング、「S」を除くグレードに装備のアルミホイールのセンターキャップのCIが2020年7月からの現行CIに変更され、「S」は中央に「NISSAN」ロゴを配した新デザインのフルホイールカバーとなった。インテリジェントキーのデザインもT33型エクストレイル・C28型セレナ等と同様なデザインに刷新した。ボディカラーはブロッサムピンクチタニウムメタリック（「X」専用色）、アメジストパープルパールメタリック（特別塗装色/「ハイウェイスター」専用色）、ソーダブルーメタリック/アッシュブラウンメタリック 2トーン（特別塗装色/「S」を除く）、アッシュブラウンメタリック/フローズンバニラパールメタリック 2トーン（特別塗装色/「ハイウェイスター」専用色）が廃止される替わりに、「X」には日産車初採用となるシルキーライラックパールメタリック（特別塗装色）、ソルベブルーメタリック/ホワイトパール3コートパール 2トーン（特別塗装色）、シルキーライラックパールメタリック/フローズンバニラパールメタリック 2トーン（特別塗装色）を、「ハイウェイスター」にはソルベブルーメタリック（特別塗装色）、カクタスグリーンパールメタリック、ソルベブルーメタリック/オーシャンブルーパールメタリック 2トーン（特別塗装色）、シルキーライラックパールメタリック/カンジュクカシスパール 2トーン（特別塗装色）、カンジュクカシスパール/ホワイトパール3コートパール 2トーン（特別塗装色）を追加。さらに、従来は2トーン専用色だったフローズンバニラパールメタリックは「X」専用にモノトーンにも拡大して設定され、2020年8月の一部仕様向上で廃止されていたオーシャンブルーは「ハイウェイスター」専用色のオーシャンブルーパールメタリックとして復活設定された。
「ハイウェイスター」は内装も変更され、「ハイウェイスターX」（プロパイロットエディションを含む）はシート地がブラウン系とブルー系の混合配合で作られたブラックのトリコット地にエンボス加工が施され、「ハイウェイスターGターボ」（プロパイロットエディションを含む）はカシス色のアクセントが配され、パーフォレーション加工が施されたフルレザー調素材が採用された。
安全性能では、「ハイウェイスター プロパイロットエディション」において、後側方車両検知警報（BSW）と後退時車両検知警報（RCTA）を軽自動車で初めて標準装備されたことで前方・後方に加えて後側方にも対応した「360°セーフティアシスト」へ強化。「ハイウェイスター」に標準装備されているLEDヘッドランプを「X」にメーカーオプション設定され、インテリジェント エマージェンシーブレーキは性能向上により、前走中または横断中の自転車運転者の検知が可能となった。
助手席側のインストルメントパネルに設置されているトレーは形状がより深くなり、カード置き場が新設され、カップホルダーは転倒防止用のフラップが追加された。寒冷地仕様にはステアリングヒーターが新たに追加された。
日産モータースポーツ&カスタマイズ扱いのカスタムカー「ボレロ」もベース車に合わせてマイナーチェンジされ、2020年12月に発表された特別仕様車「ハイウェイスター アーバンクロム」が新仕様となって復活設定された。「ボレロ」はベースグレード同様にラジエーターグリルが「デジタル・Vモーション」デザインへ刷新されたほか、ボディカラーはモノトーンはスターリングシルバーメタリックをフローズンバニラパールメタリックに入れ替え、2トーン（特別塗装色）は専用色のアッシュブラウンメタリック/ホワイトパール3コートパールとブラックパール/ホワイトパール3コートパールを除く4色が入れ替わり、カタログカラーのソルベブルーメタリック/ホワイトパール3コートパール、「ボレロ」専用色となるシルキーライラックパールメタリック/ホワイトパール3コートパール、ホワイトパール3コートパール/シルキーライラックパールメタリック、カタログカラーから「ボレロ」専用色へ移行したフローズンバニラパールメタリック/アッシュブラウンメタリックが新たに設定された。「ハイウェイスター アーバンクロム」は専用装備のダーククロムフロントグリルが「デジタル・Vモーション」デザインとなったほか、ドアミラーはブラックからシルバーに変更。リアの「Highway STAR」エンブレムが左下に移動し、その下に「Urban CHROME」エンブレムを装着。シート地はスミノエ テイジン テクノの「フレーザークロス」とアキレスの「パートナー」を組み合わせたブラックの防水コンビシートへ変更された。「ハイウェイスターGターボ アーバンクロム」（プロパイロットエディションを含む）は15インチアルミホイールのデザインが変更され、本革巻ステアリングとレザー調インストパネルに専用ライトグレーステッチが施された。ボディカラーはモノトーンはスパークリングレッドパールメタリックはブラックパールとの2トーン専用色へ移行する形で廃止する代わりに、プレミアムサンシャインオレンジメタリック（特別塗装色）とオーシャンブルーパールメタリックを追加した5色に拡大。2トーン（特別塗装色）は「ハイウェイスター アーバンクロム」専用色として、カンジュクカシスパール/ブラックパール、ホワイトパール3コートパール/ブラックパール、ブラックパール/スターリングシルバーメタリックが追加され、4色に拡大された。
2024年6月10日
ルークスと共に一部仕様変更。
最新の法規に対応させるとともに、ボディカラーは2トーンカラー（特別塗装色）で一部入れ替えとなり、「X」はシルキーライラックパールメタリック/フローズンバニラパールメタリックと入れ替わりでバブルガムピンクチタンパールメタリック/フローズンバニラパールメタリックを、ハイウェイスターはシルキーライラックパールメタリック/カンジュクカシスパールと入れ替わりでフローズンバニラパールメタリック/バブルガムピンクチタンパールメタリックが追加された。（いずれも2025年春頃までの期間限定色）
日産モータースポーツ&カスタマイズ扱いの「ハイウェイスター アーバンクロム」と「ボレロ」もベース車に合わせて一部仕様変更された。
2024年12月18日
特別仕様車「ビームスエディション」が発売された。
「X」をベースに、裏返したデニムを再現したシート全カバーをはじめ、ドアミラーカバー、フロントグリル・アルミホイール（ディーラーオプションの14インチアルミホイール(シルバーディッシュ専用キャップタイプ+ホイールキャップ<キャップ:ブラック>を装着）・エントランス・ステアリングのアクセント、ロゴエンブレム（ボディサイド・バックドア）、ボディサイドデカール、フロアカーペットで構成された「BEAMSパッケージ」が特別装備される。
本仕様車は台数限定発売のため、購入時に専用のWebサイトから事前申し込みが必要となる。

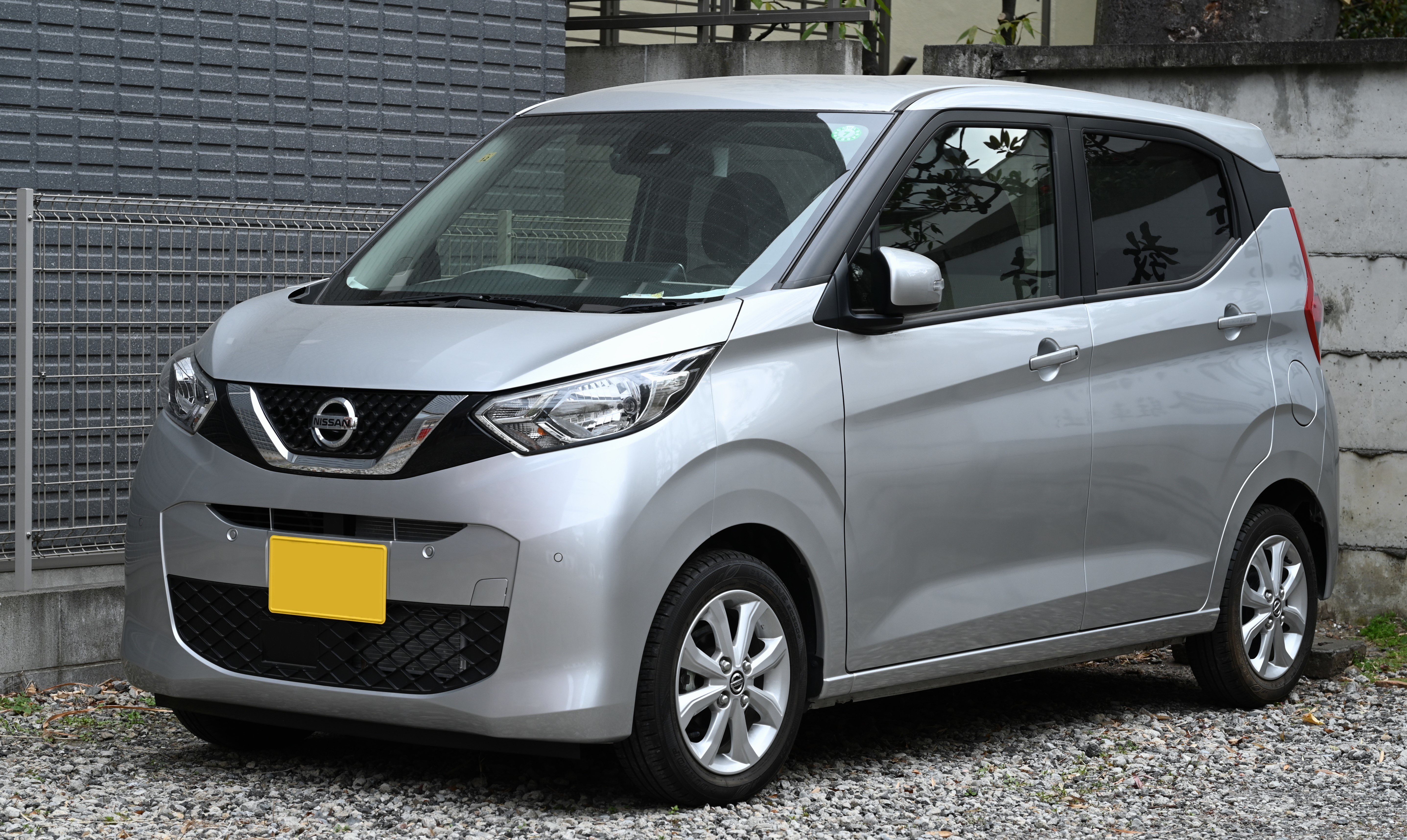
2019年3月発売型 X
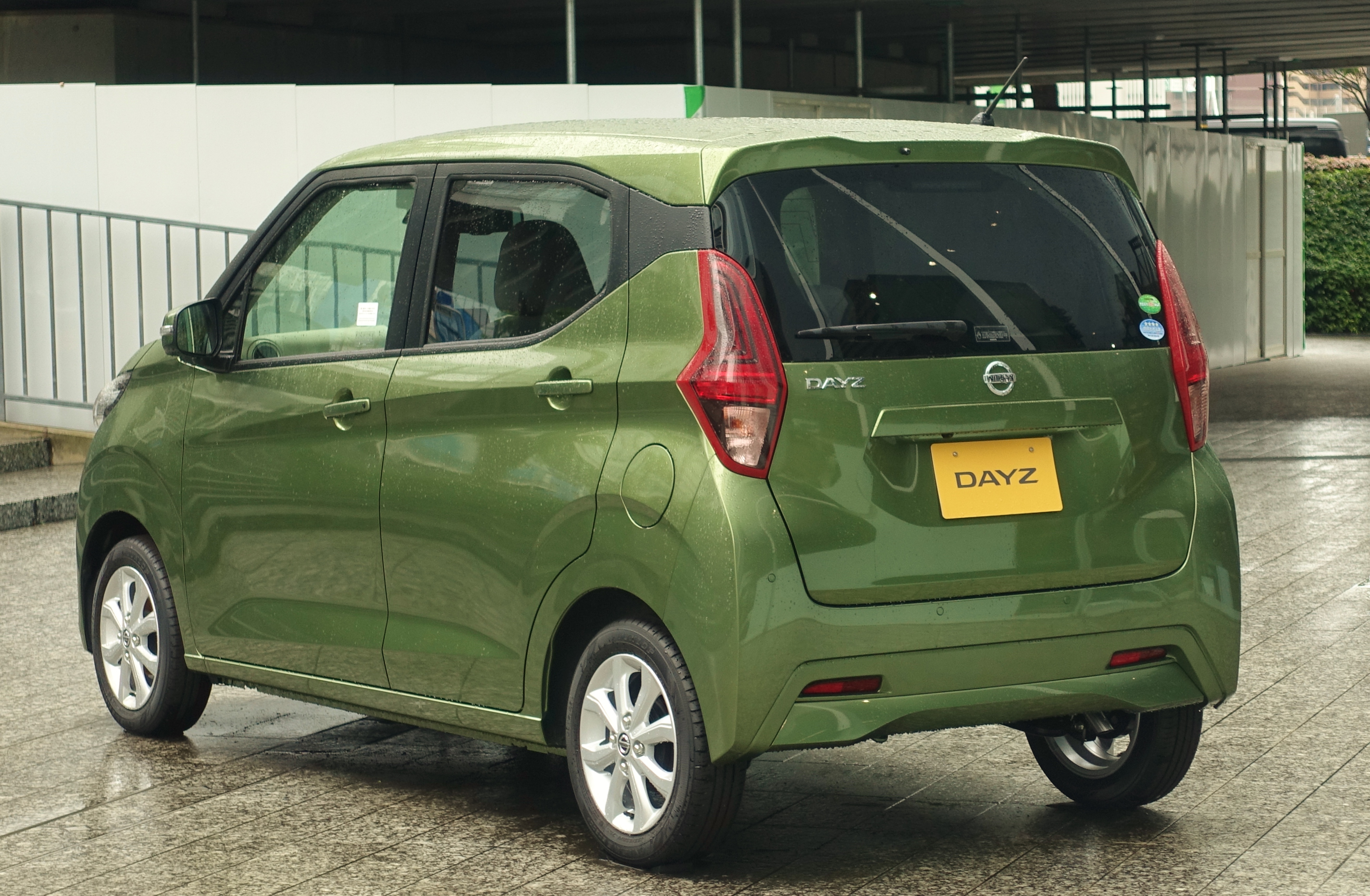
2019年3月発売型 X リア
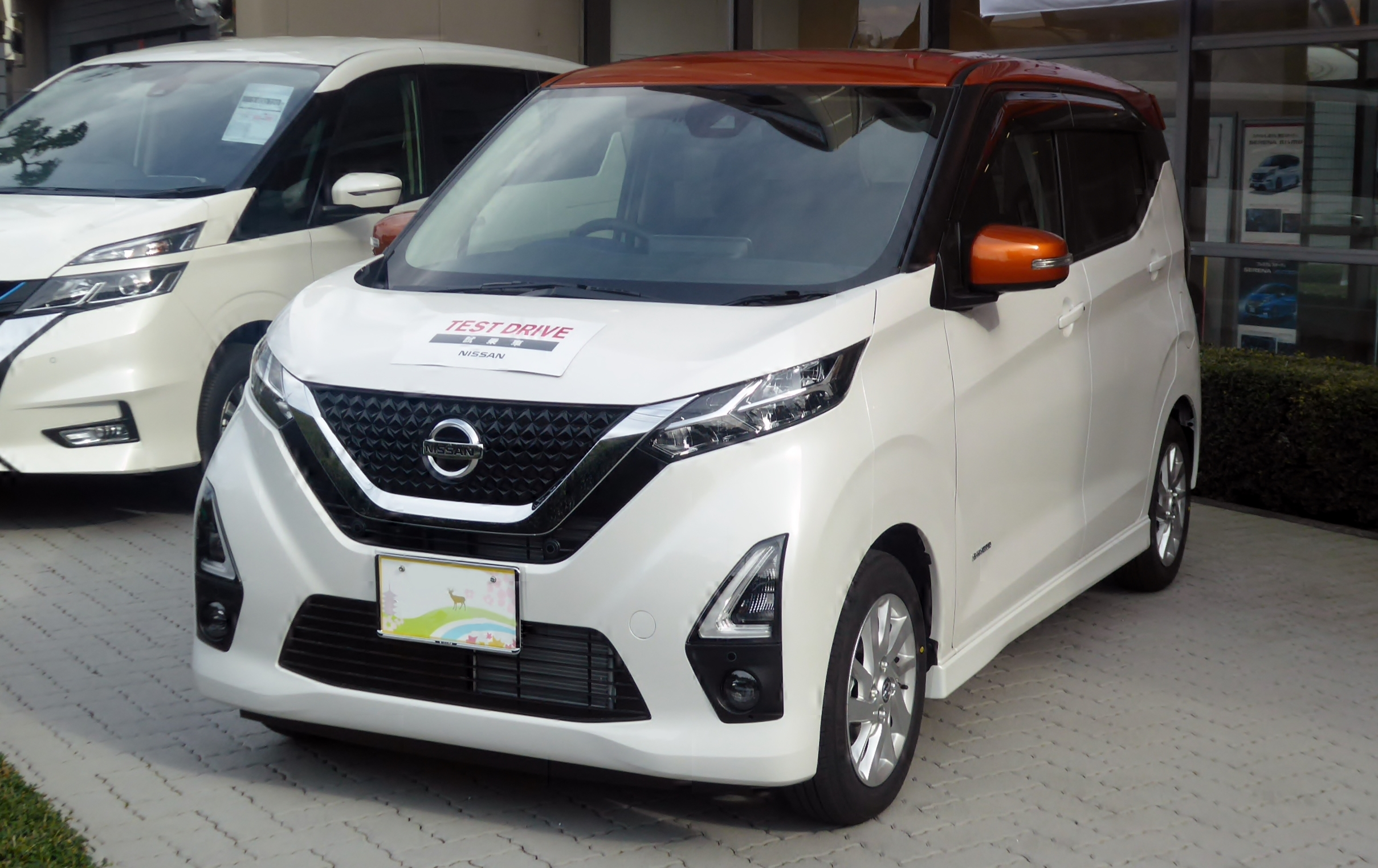
2019年3月発売型 ハイウェイスターX プロパイロットエディション
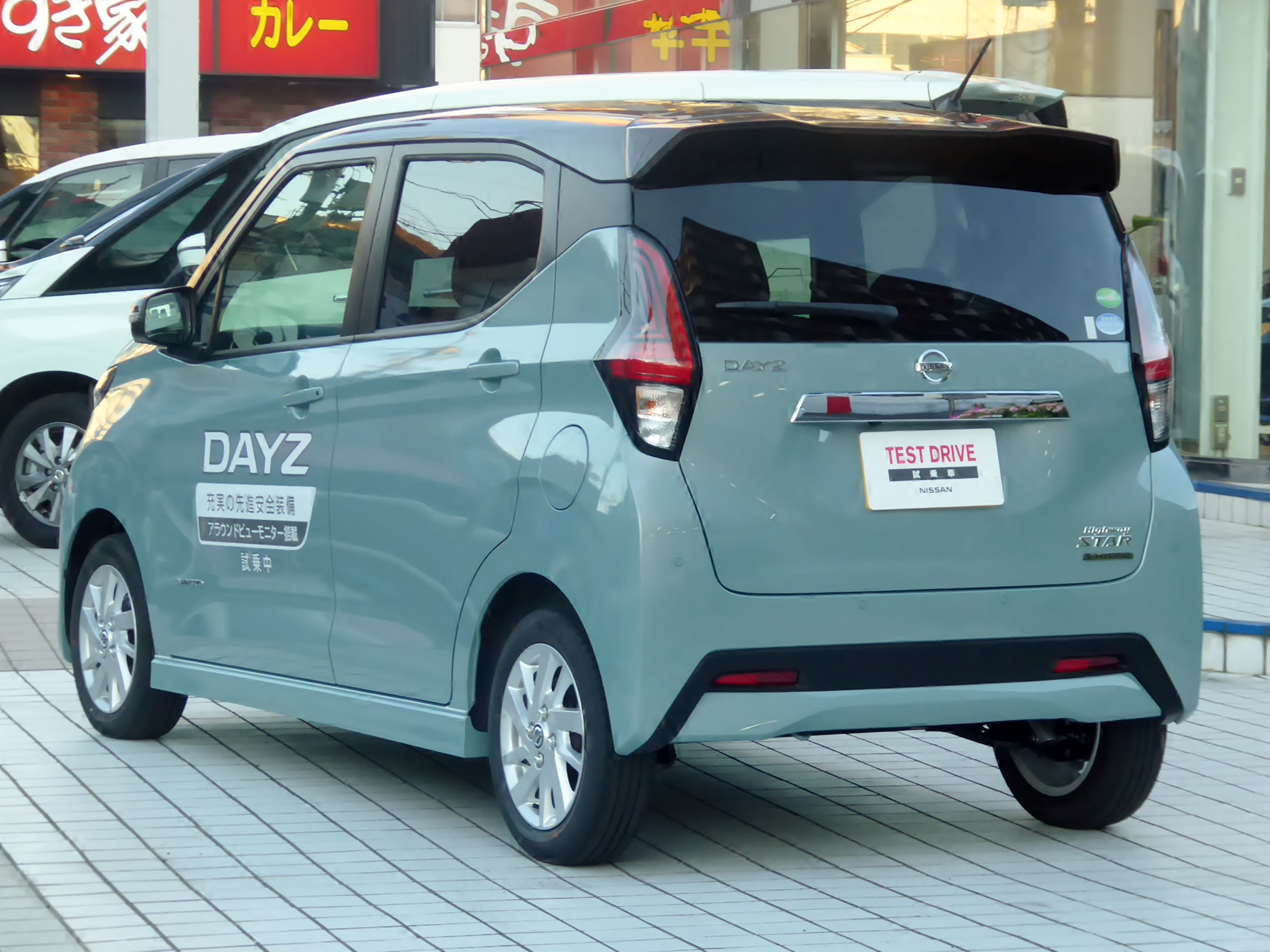
2019年3月発売型 ハイウェイスターX プロパイロットエディション リア
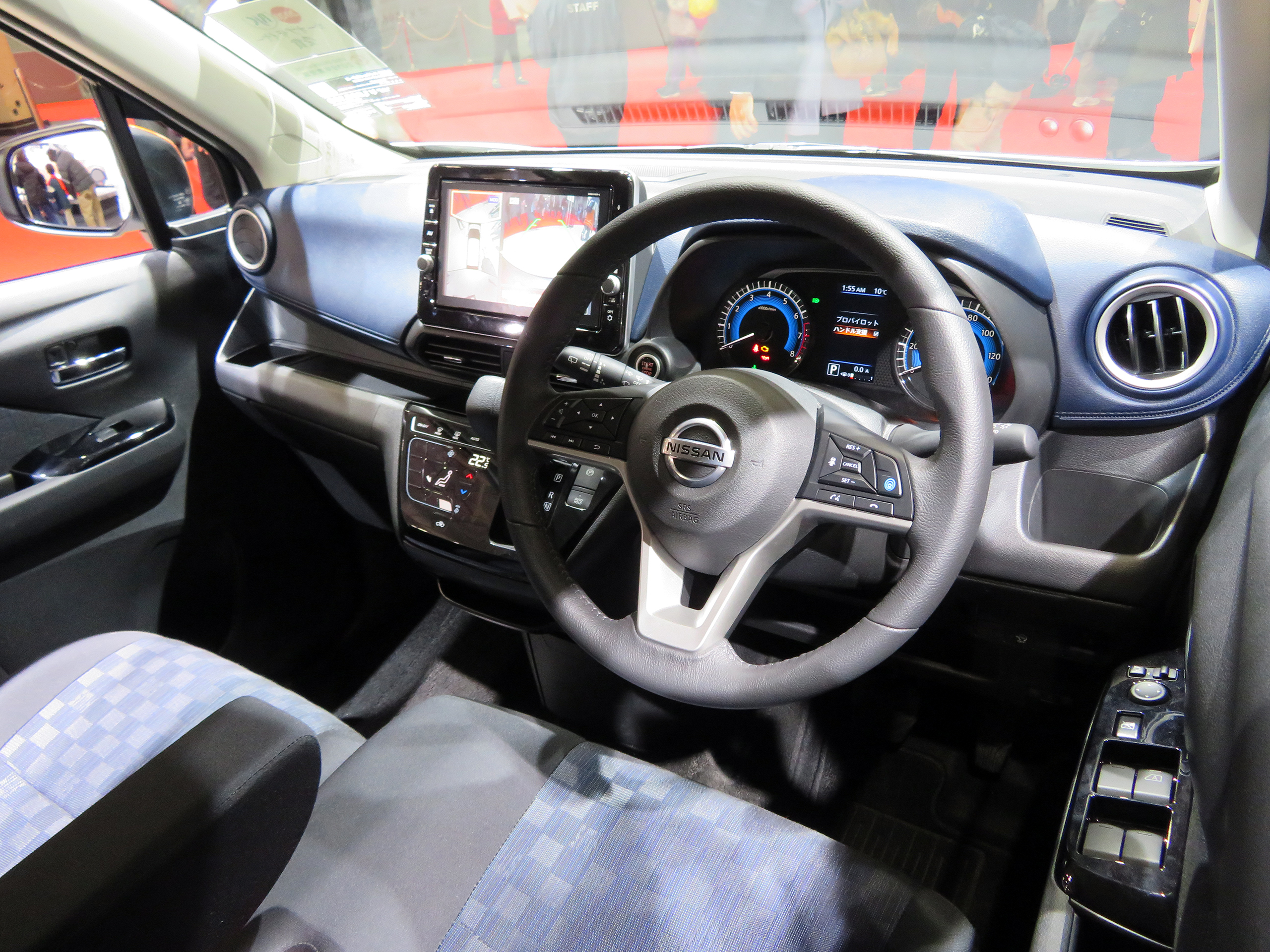
2019年3月発売型 ハイウェイスターX プロパイロットエディション インテリア
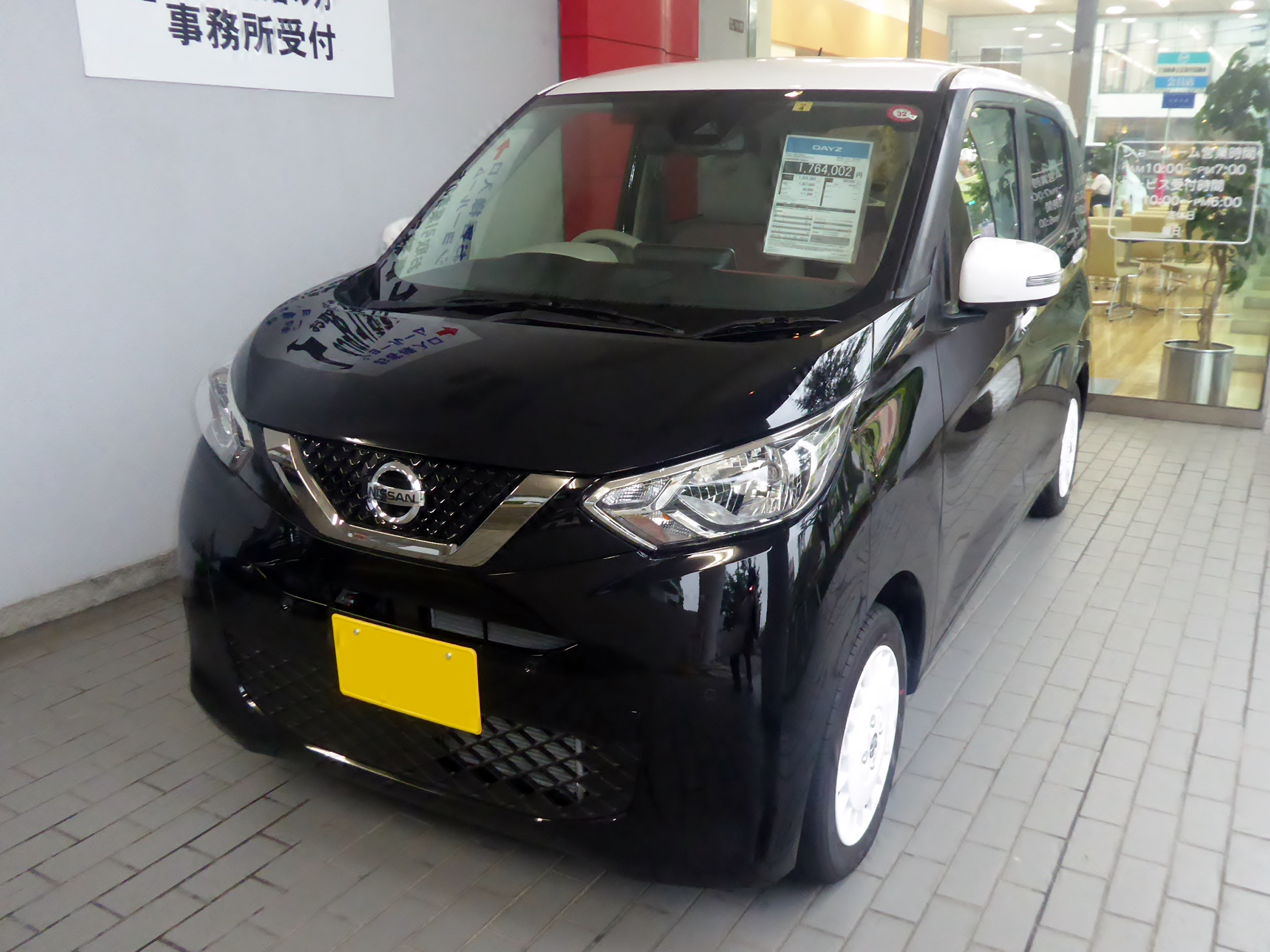
2019年3月発売型 ボレロ
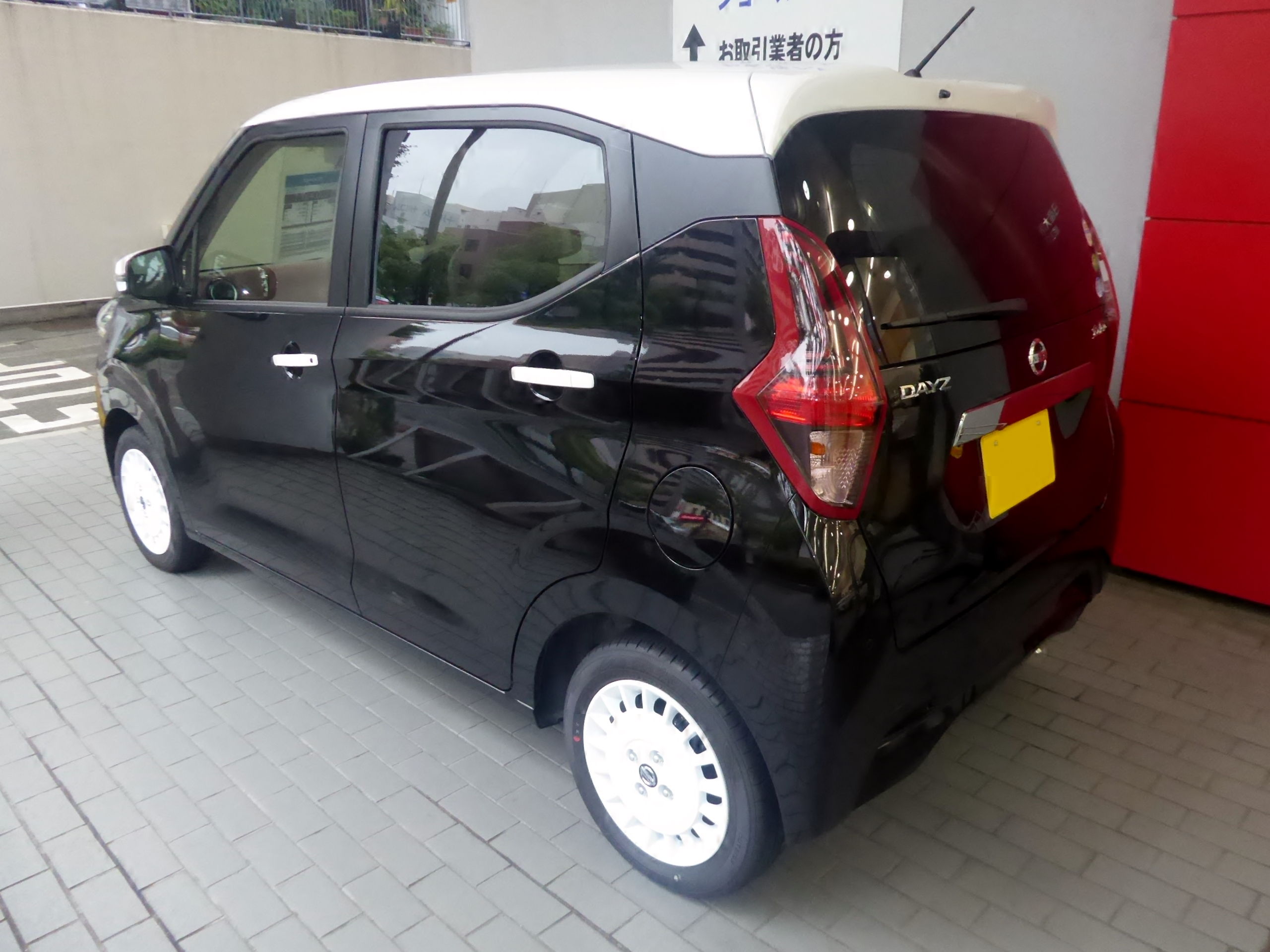
2019年3月発売型 ボレロ リア
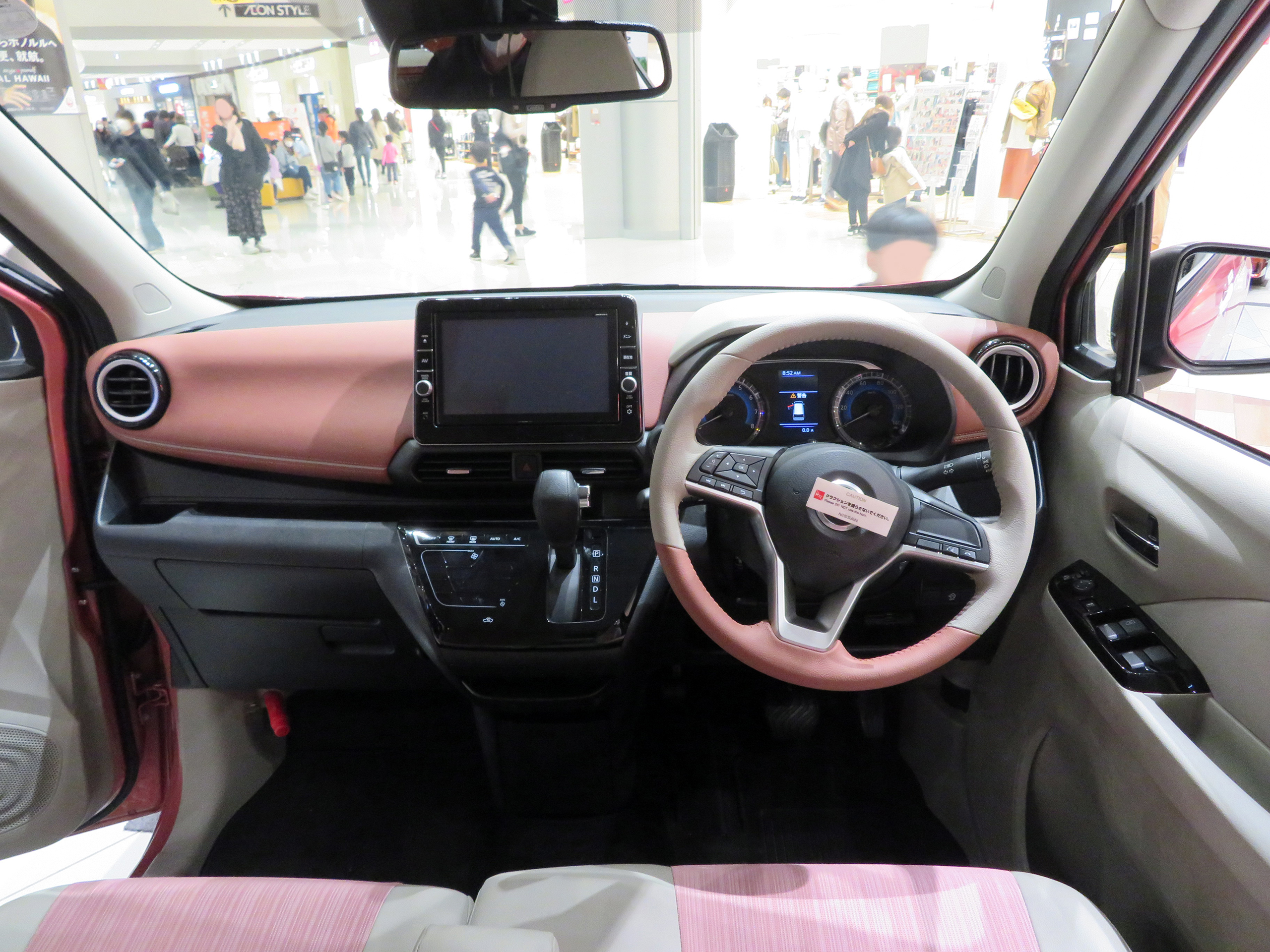
2019年3月発売型 ボレロ インテリア
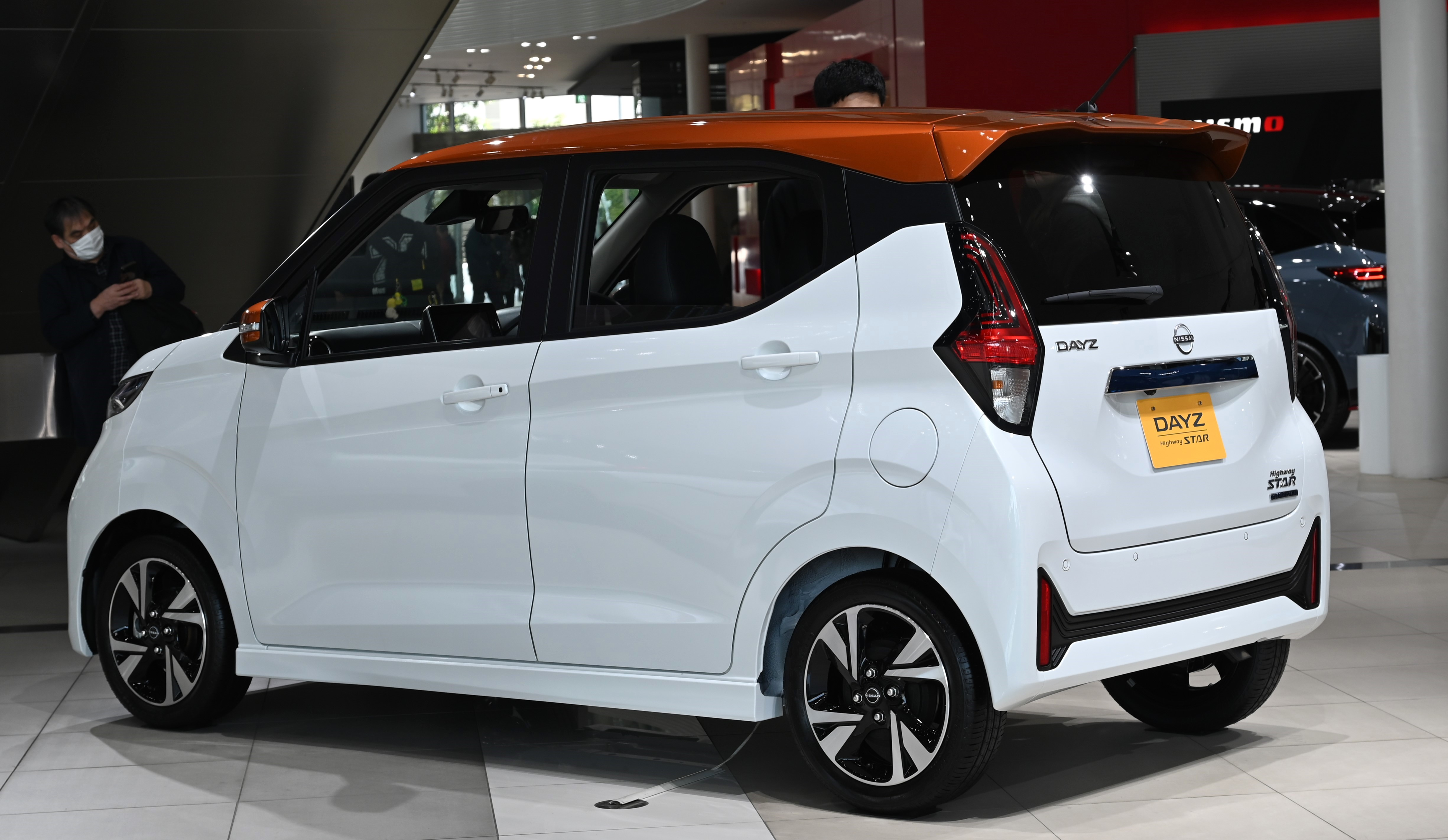
2023年9月改良型 ハイウェイスターGターボ プロパイロットエディション リア
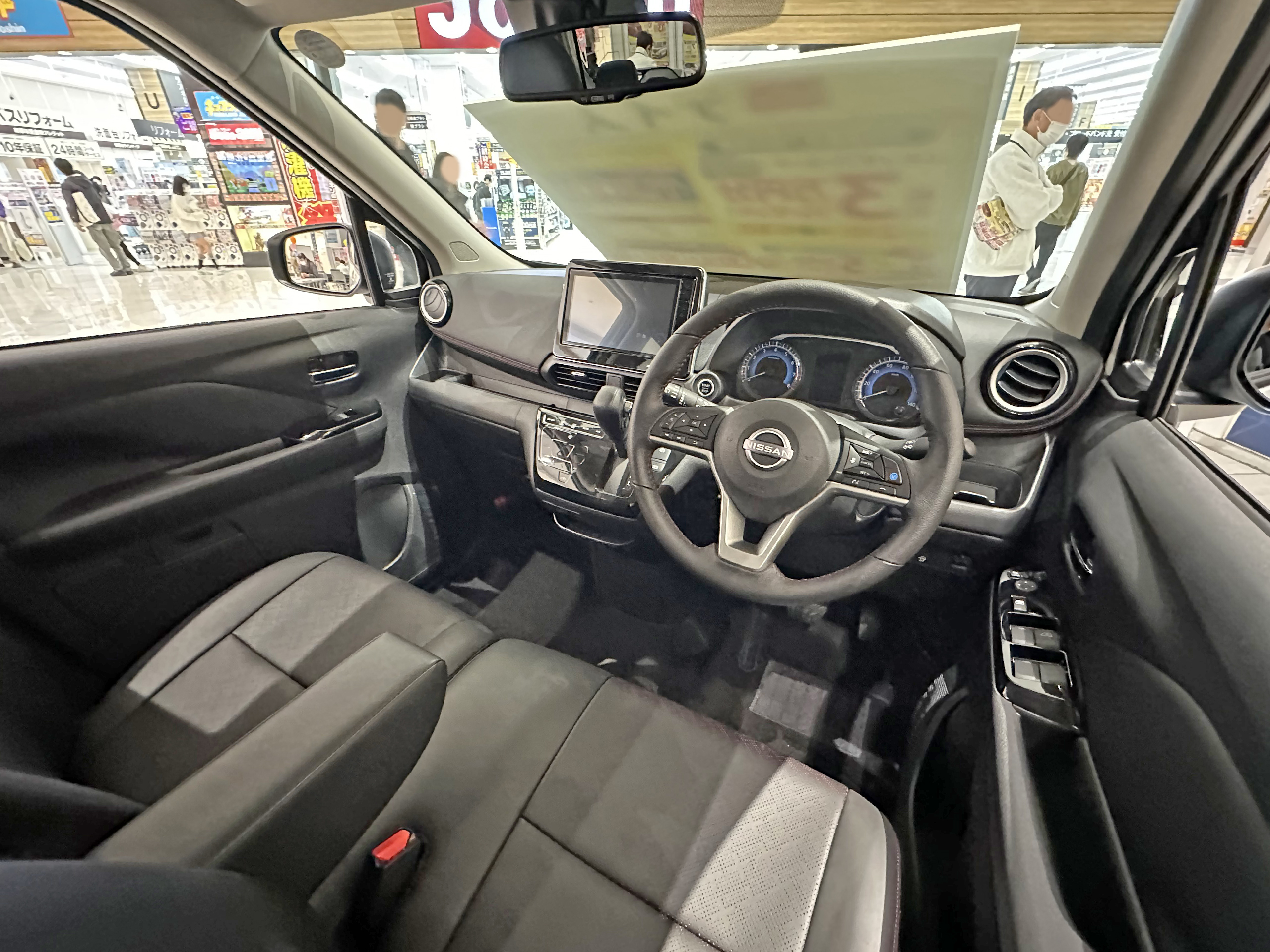
2023年9月改良型 ハイウェイスターGターボ プロパイロットエディション インテリア

## 車名の由来
「毎日（＝DAYS）を、昨日までと違う楽しい日々に変えていく」という顧客への提供価値を、"S"を反転させた"Z"に込めて表記する。
なお「DAYZ」自体は元々日産自身で既に1998年3月に登録していた（第4129404号）商標で、かつてステージアやセレナなど、日産純正オプションのエアロパーツなどのブランド名として使われていた名称である。その名称が車名として復活した形となった。